# Лужский район
Лу́жский муниципа́льный райо́н — муниципальное образование в южной части Ленинградской области. Здесь расположены крупный региональный транспортный узел, значимые для области предприятия промышленности и сельского хозяйства, особо охраняемые природные территории, памятники архитектуры, истории и культуры. Административный центр — город Луга.
Район образован в августе 1927 года. Исторически ему предшествовал Лужский уезд, созданный в 1777 году.

## Физико-географическая характеристика

### Географическое положение
Лужский район расположен в юго-западной части Ленинградской области. Площадь района — 6,07 тыс. км², что составляет 8,11 % площади области. По этому показателю район занимает пятое место в регионе. Граничит:
- на севере — с Гатчинским муниципальным округом;
- на северо-востоке — с Тосненским муниципальным районом;
- на юго-востоке — с Новгородской областью (Новгородский, Батецкий и Шимский районы);
- на юге — с Псковской областью (Плюсский район);
- на западе — со Сланцевским муниципальным районом;
- на северо-западе — с Волосовским муниципальным районом.

Расстояние от административного центра района до Санкт-Петербурга — 140 км.
Территория района находится на севере Восточно-Европейской равнины, южнее Ижорской возвышенности, преимущественно в долинах рек Луга и Оредеж. Находится в зоне тайги, на местности, богатой болотами и озёрами.

### Рельеф
Территория района имеет равнинный рельеф, абсолютные высоты 0 — 100 метров над уровнем моря. Имеются залежи стекольного песка и торфа. В районе преобладают дерново-подзолистые, среднеподзолистые и слабоподзолистые почвы. В восточной части присутствуют дерново-карбонатные, а на территории Мшинского болота — болотные и торфянистые почвы.

### Климат
Климат района умеренно континентальный. Средняя температура июня 17 °C, января — −8 °C. Годовое количество осадков — 600—700 мм.

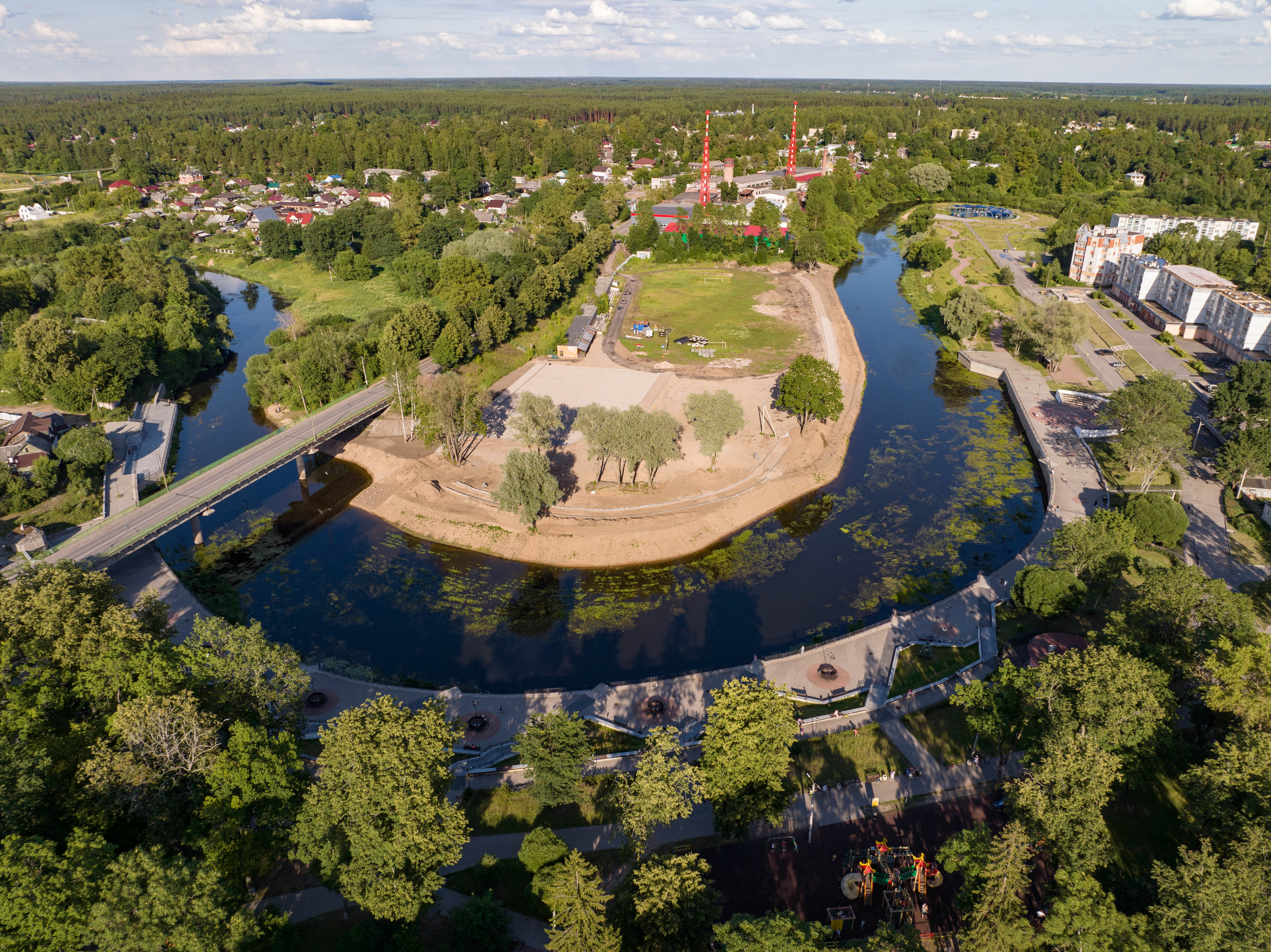
Излучина реки Луги с набережной
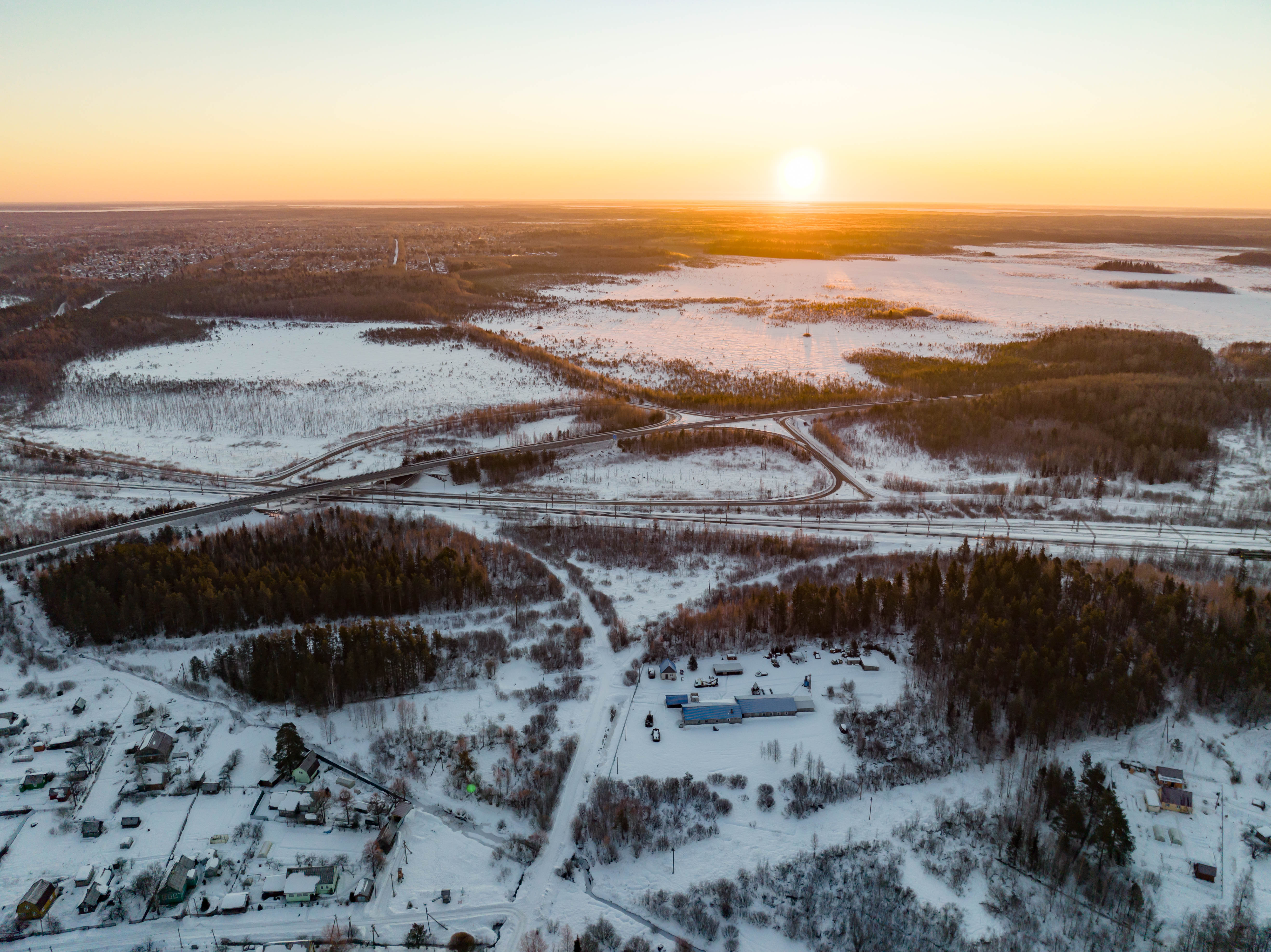
Зимние виды в районе Мшинской
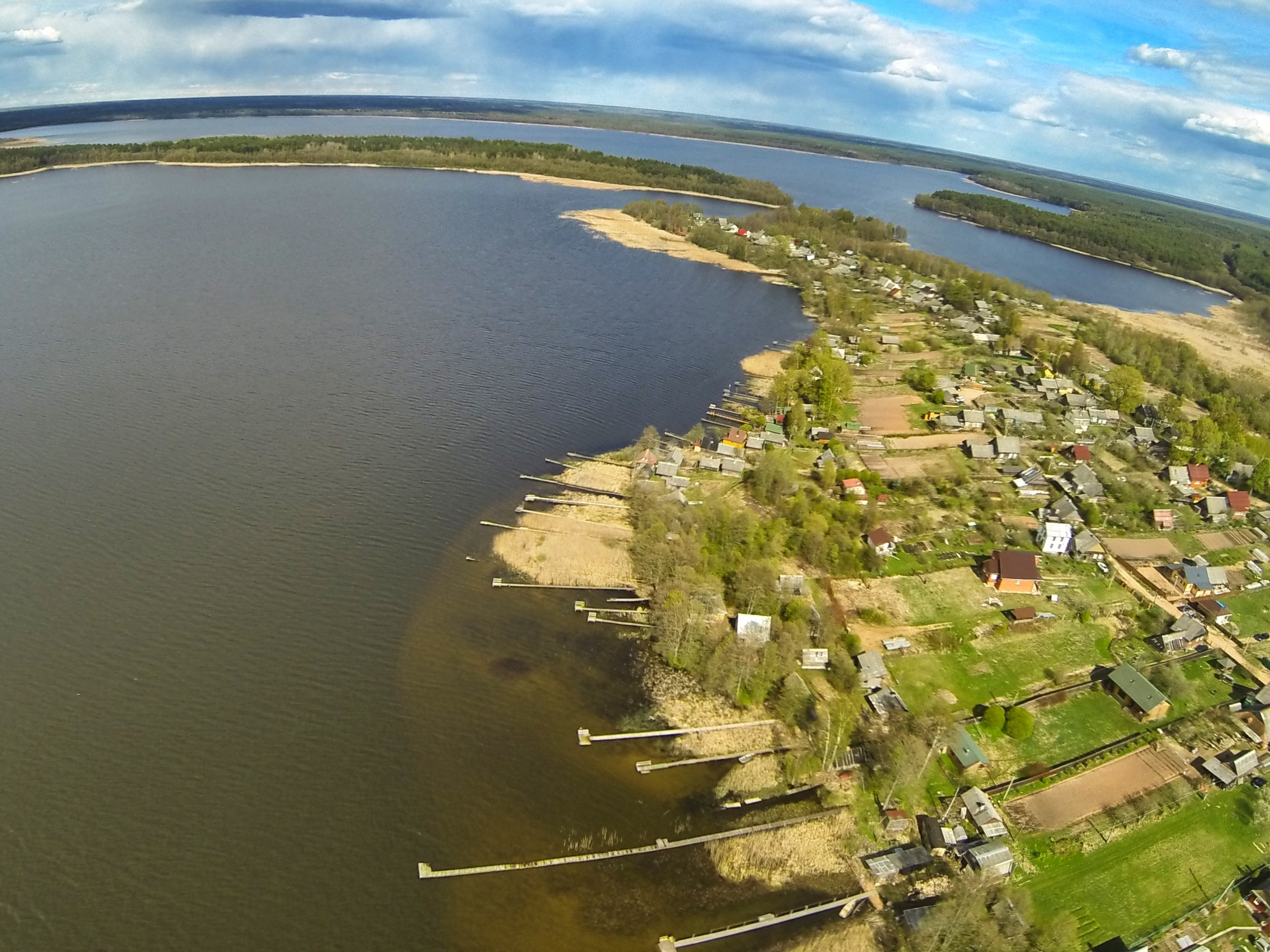
Сяберский заказник
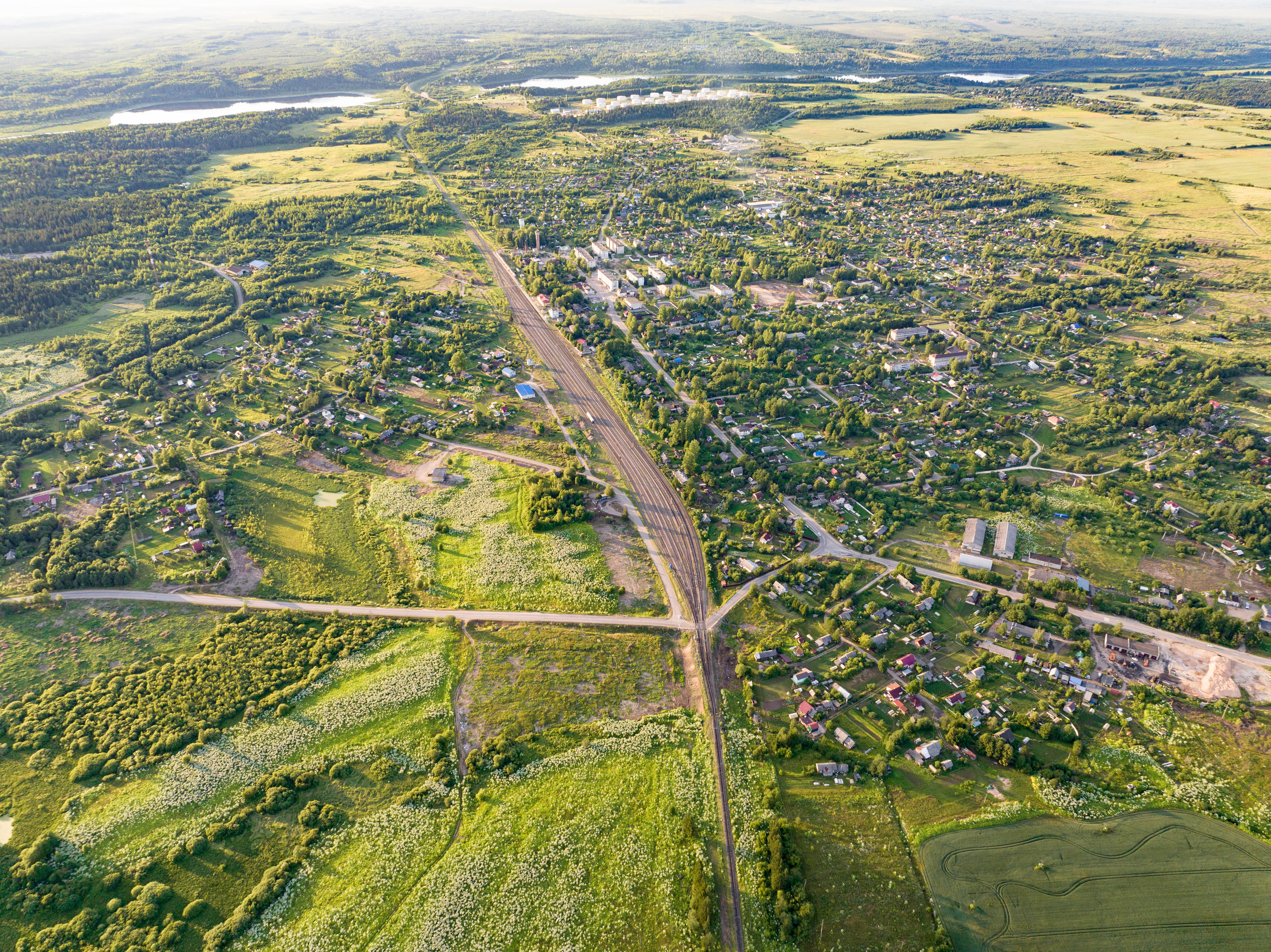
Вид на посёлок Оредеж

### Флора и фауна
По территории района протекает река Луга и её притоки Оредеж, Саба, Ящера. Также в районе много озёр, крупнейшими из которых являются Вялье, Мерёвское, Поддубское, Череменецкое, Врево, Самро, Стречно. Значительная часть района заболочена.
Коренные сосновые леса сохранились только в западной части района и окрестностях Луги. Север района занят вторичными осиново-берёзовыми лесами, а юг и восток района заняты сельскохозяйственными угодьями.
Из млекопитающих в районе обитают лисица, лось, кабан, заяц-русак, заяц-беляк, косуля, волк, медведь, из птиц — пролётная утка, глухарь, тетерев, рябчик, аист.

### Особо охраняемые природные территории

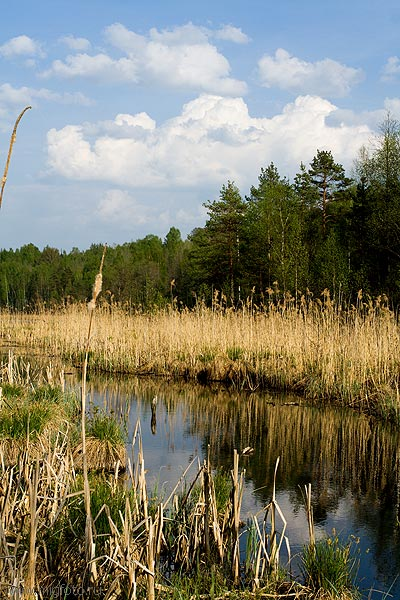
Мшинское болото

Особо охраняемые природные территории Лужского района в основном связаны с разнообразными гидрогеологическими условиями: заказники организованы вокруг озёрно-болотных и речных систем с минимальными следами антропогенного воздействия, богатых растительным и животным миром, ценными ландшафтами ледникового происхождения.
Крупнейшая ООПТ — федеральный комплексный заказник «Мшинское болото», частично выходящая на территорию соседнего Гатчинского района, занимает около 10 % земель Лужского района. Считается эталоном верховых болот Северо-Запада России. Возраст местных болот составляет около 8 тыс. лет. За это время в нём отложились большие запасы торфа. В заказнике в естественных условиях обитает большое количество редких животных и птиц, например, белый аист, беркут, выпь, чернозобая гагара, чёрный аист и другие. Здесь же ведутся научные исследования Санкт-Петербургского университета, организуются туристские походы (фотоохота).
На территории района отдельно организованы гидролологические заказники «Глебовское болото» и «Север Мшинского болота» с местами обитания тетеревиных птиц и лесами южно-таёжного типа с широколиственными породами; ландафтные заказники «Череменецкий» и «Шалово-Перечицкий», где встречаются краснокнижные виды прудовая ночница и обыкновенная летяга; комплексные заказники «Белый камень» и «Сяберский», в которых встречаются бурый медведь, лисица, волк, лось, барсук.
Также в Лужском районе присутствуют геологические памятники природы, связанные с обнажением девонских пород на реке Саба; на реке Оредеж и у посёлка Ям-Тёсово; на реке Оредеж у деревни Борщово.
На территории района расположена географическая станция «Железо» Российского государственного педагогического университета им. А. И. Герцена, где на протяжении более чем пятидесяти лет проводятся учебные практики и научные исследования студентов и преподавателей ряда факультетов РГПУ, в основном — географии и биологии.

## История

### Предыстория

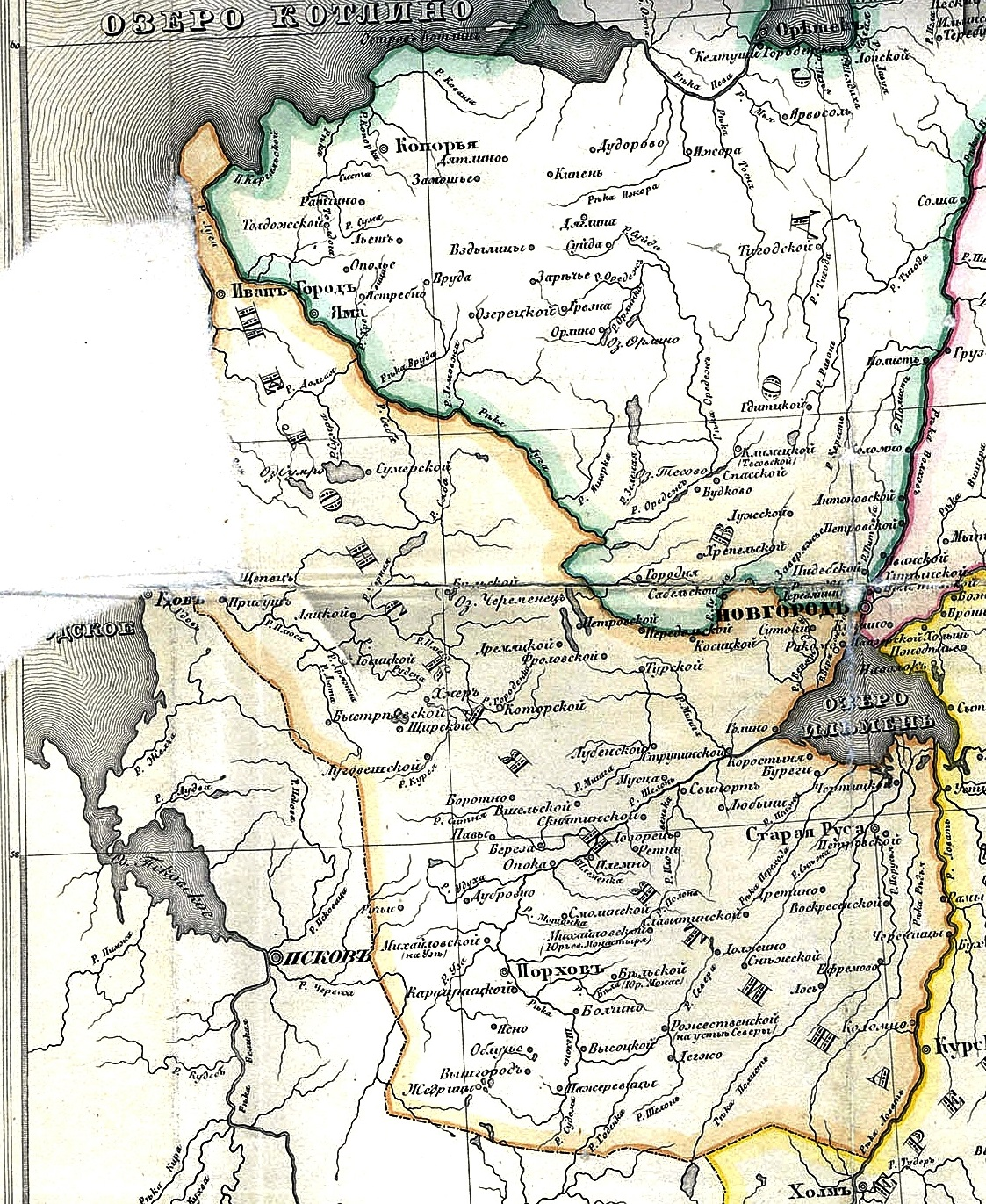
Шелонская и Водская пятины XVI век

Большая часть территории района в прошлом входила в состав Новгородского уезда в Шелонской пятине (территории по левую сторону от реки Луги по ходу течения) и в Водской пятине (территории по правую сторону от реки Луги по ходу течения).
В 1776 году в ходе реформирования Псковской губернии к ней отошли из Новгородской губернии некоторые погосты Новгородского уезда «кои от вновь проложенной прямой дороги от Гатчинской мызы на Порхов по правую сторону останутся». В 1777 году был образован Лугский уезд в составе Псковского наместничества, а с 1781 в составе Санкт-Петербургской губернии (с 1914 года — Петроградской, с 1924 года — Ленинградской).

### Образование района и XX век

#### Образование района

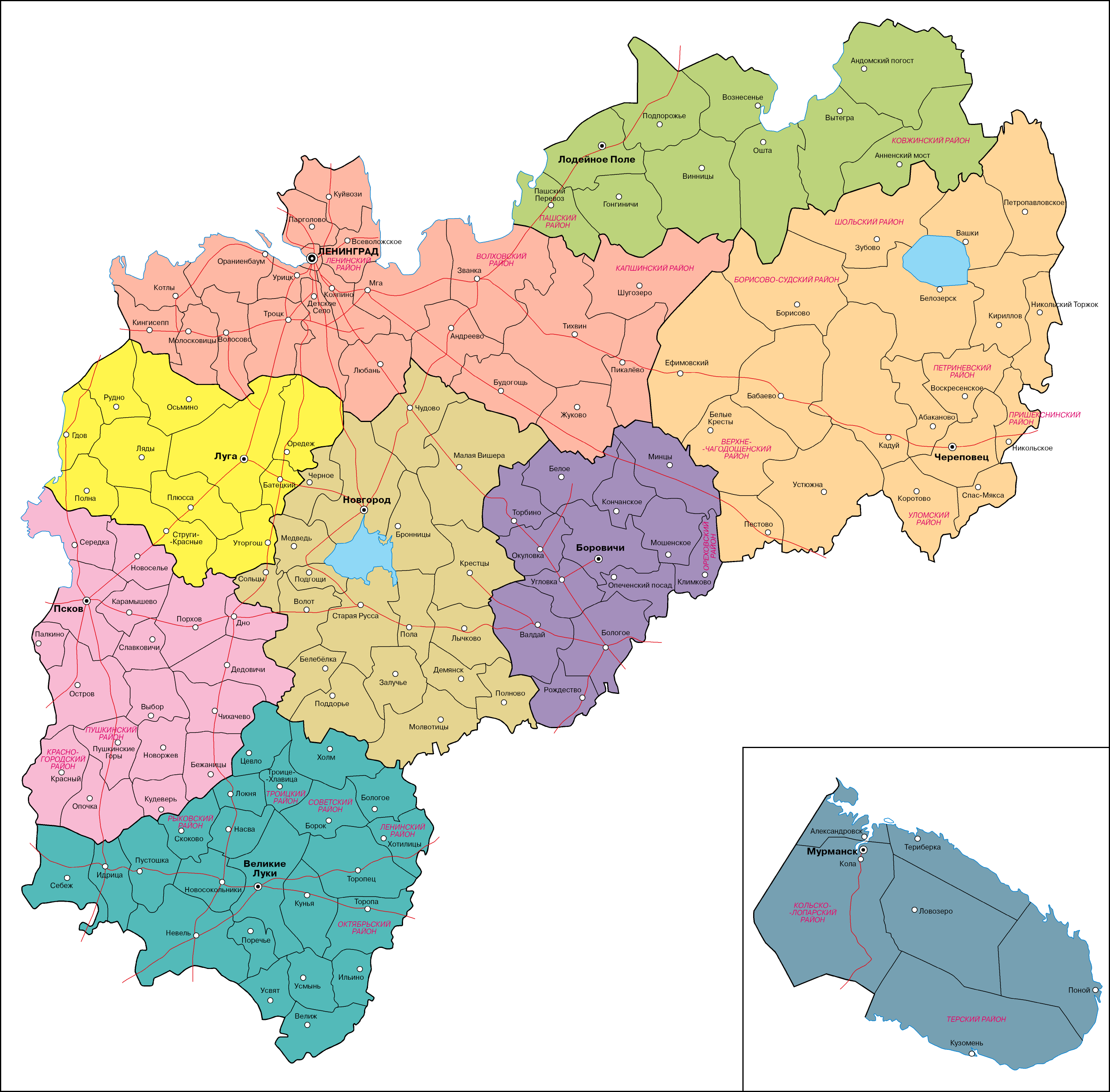
Карта округов Ленинградской области в 1927 году

В советское время административное деление бывшего Лужского уезда претерпевало неоднократные изменения. Лужский район образован 1 августа 1927 года в составе Лужского округа Ленинградской области.

#### Великая Отечественная война
Накануне 1941 года население Луги превышало 30 тысяч человек, действовали тигельный, литейно-механический, лесопильный, кожевенный, кирпичный заводы, механическая мастерская, электростанция. В городе работали 13 школ, педагогический и дорожно-строительный техникумы, 4 клуба, 3 кинотеатра, 14 библиотек, в самом районе было 11 санаториев, десятки домов отдыха и пионерских лагерей.

Карта боёв на Лужском оборонительном рубеже

Во время Великой Отечественной войны Лужский район стал одной из первых территорий в СССР, оказавшихся под ударом немецких войск. В начале июля советское командование приняло решение организовать Лужский оборонительный рубеж для защиты поступов к Ленинграду. В августе была создана главная полоса обороны и две отсечные позиции. Главная полоса проходила от Финского залива по правому берегу реки Луга до совхоза Муравейно, а затем через населённые пункты Красные Горы, Дарьино, Лесково, Смерди, Стрешево, Онежицы, по правому берегу реки Луга от Онежицы до Освины, а далее через населённые пункты Ожогин Волочёк, Уномер, Медведь по реке Киба, от посёлка Медведь до Пегасино по левому берегу реки Мшага, а далее до Голино по левому берегу реки Шелонь.
Первая отсечная позиция состояла из двух полос: одна проходила от деревни Раковно до деревни Вычелобок по правому берегу реки Луга, далее по правому берегу реки Удрайка, до деревни Радоли, а другая шла от Колодно, Чёрная до Заклинье по реке Чёрная. Вторая отсечная позиция тянулась от совхоза Муравейно до Плосково по правому берегу реки Луга, далее по реке Оредеж, озеро Хвойлово, озеро Антоново, озеро Пристанское, реке Рыденко и по реке Равань до Фёдоровки, далее по рекам Тигода, Волхов до Киришей.
12 июля 1941 года к Луге прорвался 41-й моторизированный корпус 4-й танковой группы. Бои на Лужском оборонительном рубеже затянулись на полтора месяца, в течение которых Красная армия и ополченцы удерживали оборону. 22 августа советские войска оставили Лугу.
12 февраля 1944 года Луга и Лужский район были освобождены от немецких войск.

#### Послевоенное время
В 1977 году Луга награждена Орденом Отечественной войны I степени за боевые и трудовые заслуги.

### Российская Федерация, XXI век, современность
18 января 1994 года постановлением главы администрации Ленинградской области № 10 «Об изменениях административно-территориального устройства районов Ленинградской области» было изменено название административно-территориальной единицы «сельсовет» на исторически традиционное наименование административно-территориальной единицы России «волость», таким образом в составе района организовано 18 волостей (Лужский сельсовет переименован в Заклинскую волость).
17 апреля 1996 года после принятия областного закона № 9-ОЗ «Об административно-территориальном устройстве Ленинградской области» Лужский район получил статус муниципального образования.
В феврале 1996 года посёлок городского типа Торковичи был преобразован в сельский населённый пункт, образована Торковичская волость.
С 1 января 2006 года в соответствии с областным законом № 65-оз от 28 сентября 2004 года «Об установлении границ и наделении соответствующим статусом муниципального образования Лужский муниципальный район и муниципальных образований в его составе» в составе района были образованы 2 городских и 13 сельских поселений (упразднены Каменская, Межозёрная, Приозёрная, Рельская, Торошковичская волости), город Луга вошёл в состав района как городское поселение, пгт Толмачёво вместе с Толмачёвской волостью также образовал городское поселение.

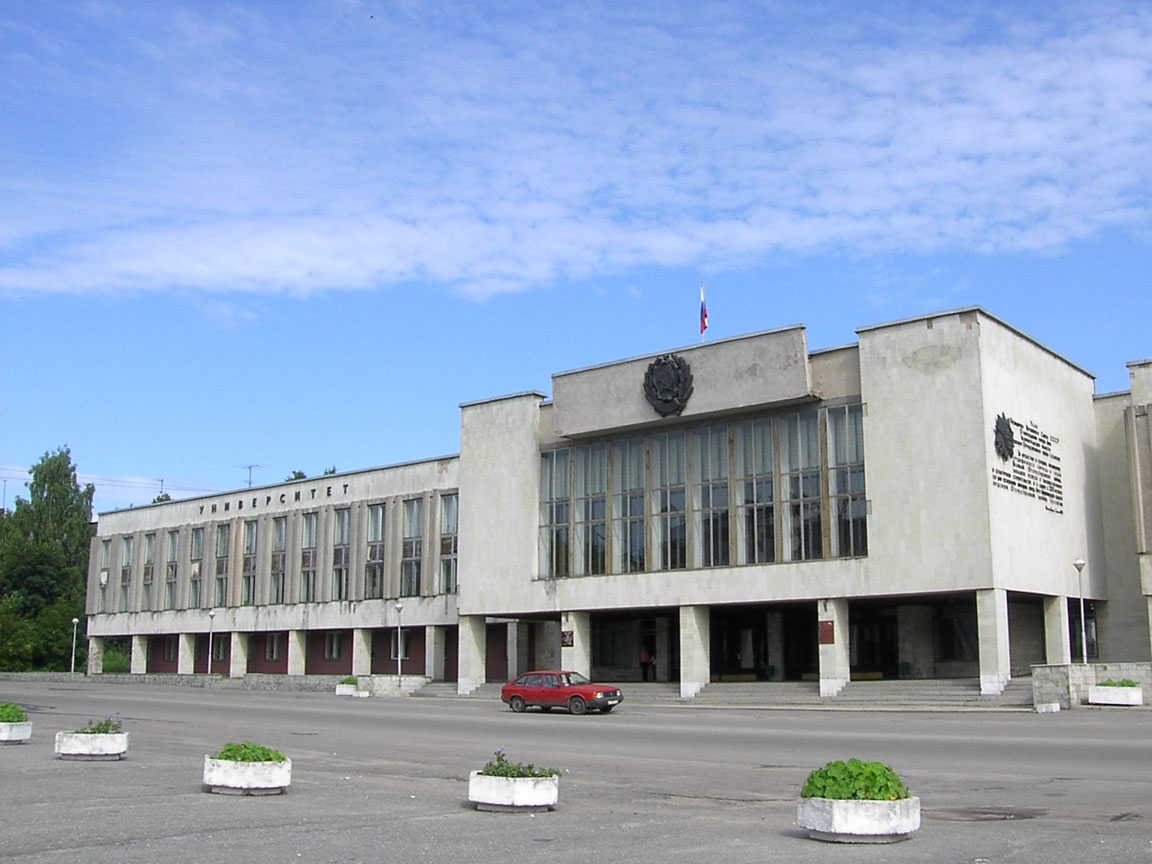
Администрация Луги
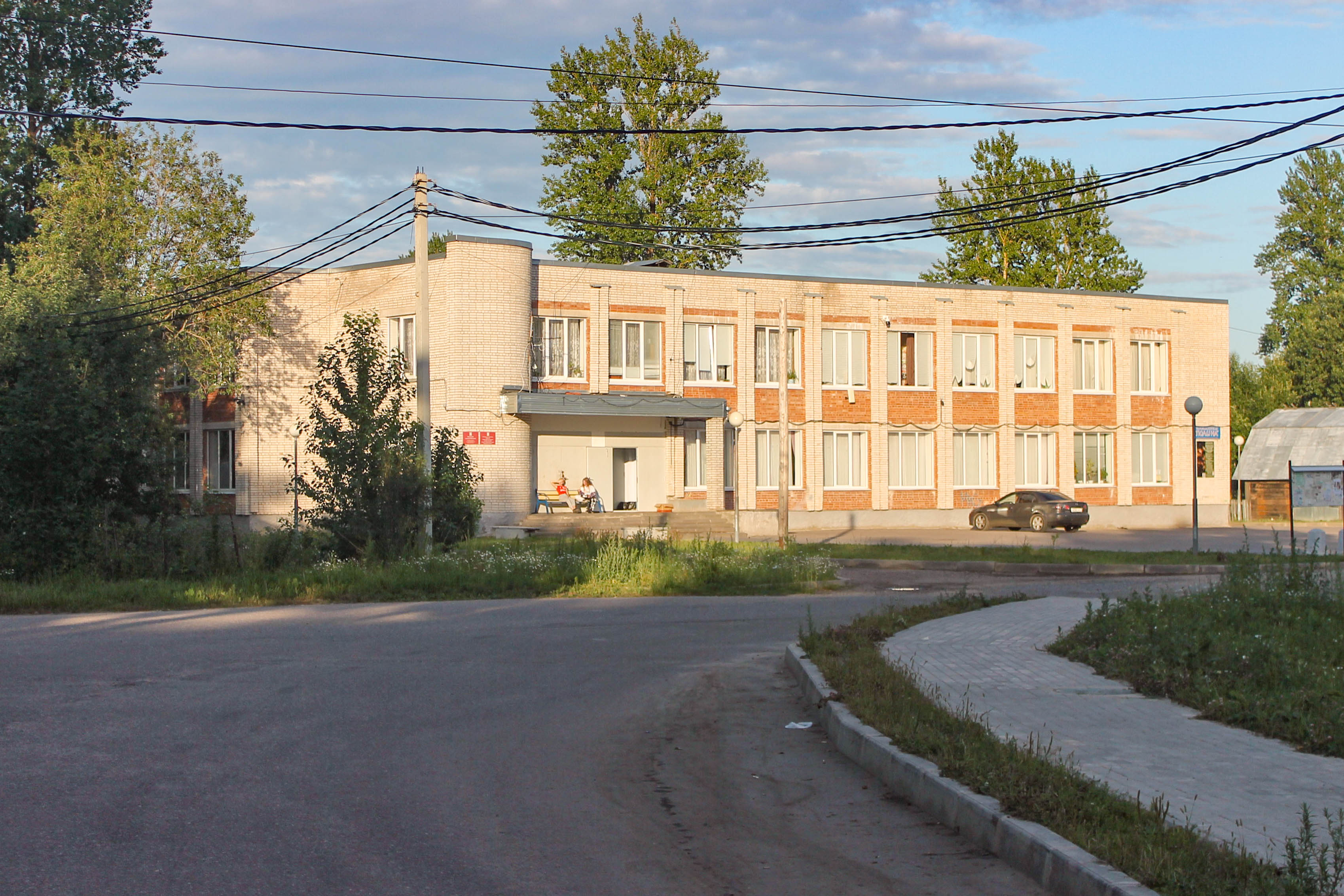
Дом культуры в Оредеже
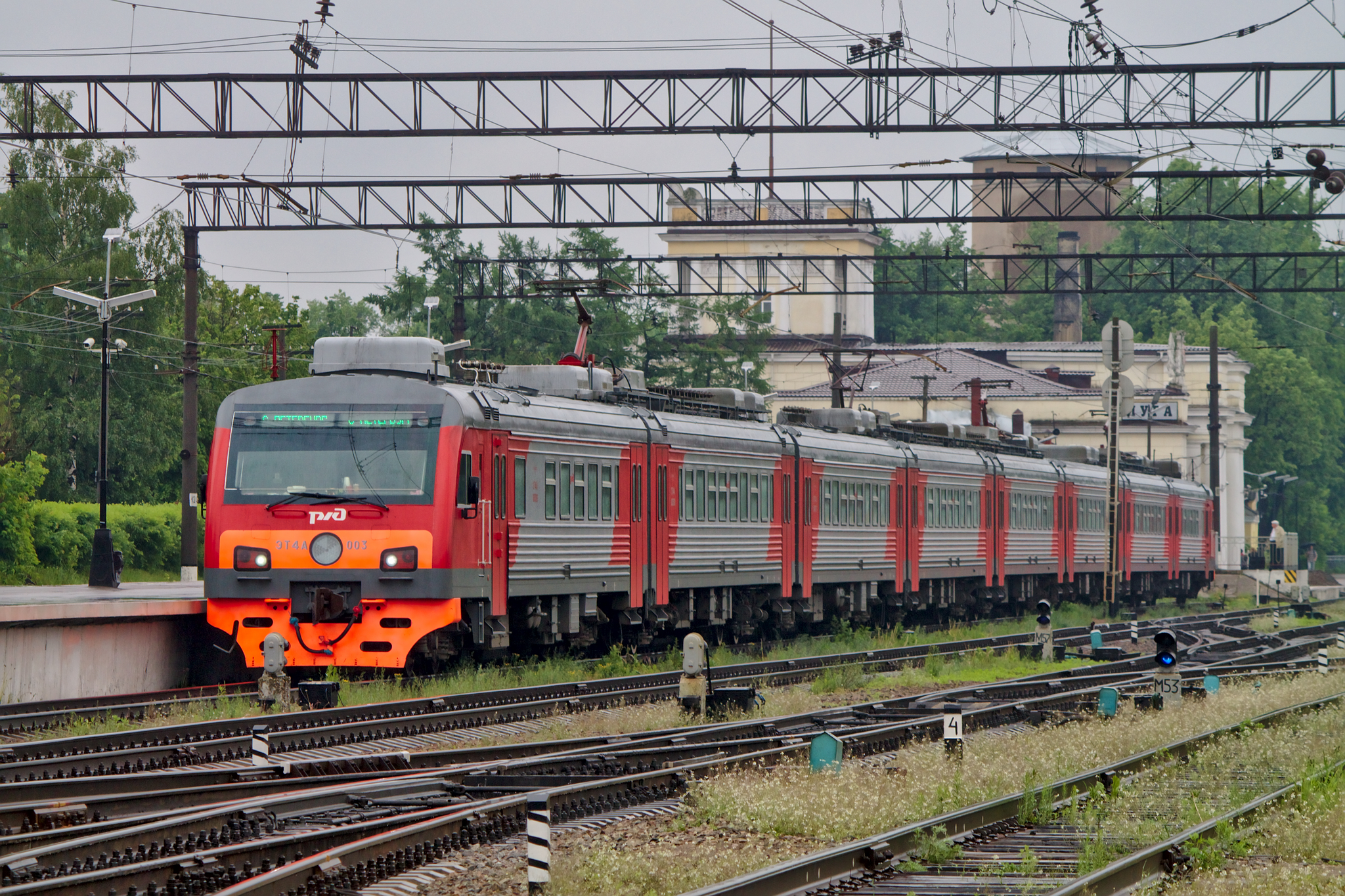
Поезд на железнодорожной станции Луга-1
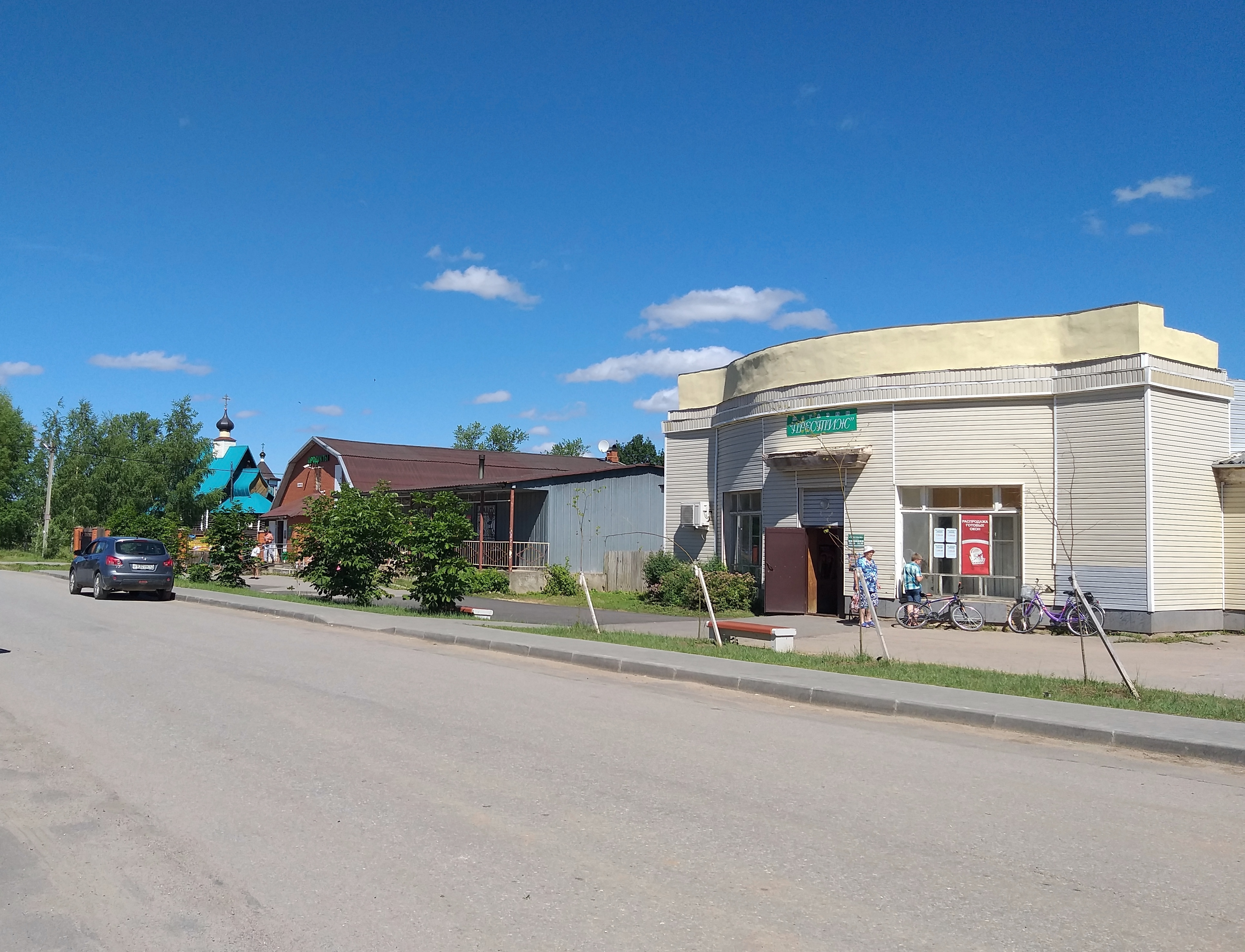
Торговая улица в посёлке Торковичи

## Население
| 1939    | 1959    | 1970    | 1979    | 1989    | 2002    | 2006    | 2009    | 2010    |
| ------- | ------- | ------- | ------- | ------- | ------- | ------- | ------- | ------- |
| 70 056  | ↘43 316 | ↗50 884 | ↘49 776 | ↘48 721 | ↘41 885 | ↗77 600 | ↘75 057 | ↗78 759 |
| 2011    | 2012    | 2013    | 2014    | 2015    | 2016    | 2017    | 2018    | 2019    |
| ↘78 284 | ↘77 878 | ↘77 138 | ↘76 109 | ↘75 821 | ↘75 009 | ↘74 117 | ↘72 879 | ↘72 035 |
| 2020    | 2021    | 2023    | 2024    | 2025    |         |         |         |         |
| ↘70 787 | ↗76 969 | ↘75 307 | ↘74 392 | ↘73 430 |         |         |         |         |

| Год  | Население, чел. | Источник           | Примечание                                                | Население (всего), чел. |
| ---- | --------------- | ------------------ | --------------------------------------------------------- | ----------------------- |
| 1959 | 43 316          | Перепись 1959 года | Без Луги (25 540 чел.) и Осьминского района (10 488 чел.) | 79 314                  |
| 1970 | 50 884          | Перепись 1970 года | Без Луги (31 905 чел.)                                    | 82 789                  |
| 1979 | 49 776          | Перепись 1979 года | Без Луги (37 680 чел.)                                    | 87 456                  |
| 1989 | 48 721          | Перепись 1989 года | Без Луги (41 769 чел.)                                    | 90 490                  |
| 2002 | 41 885          | Перепись 2002 года | Без Луги (40 434 чел.)                                    | 82 319                  |
| 2010 | 78 759          | Перепись 2010 года |                                                           | 78 759                  |

В летний период население района значительно увеличивается за счёт приезжающих на отдых из Санкт-Петербурга. Особой популярностью пользуется садоводческий массив Мшинская.
Демографическая ситуация характеризуется естественной убылью населения.

### Урбанизация
В городских условиях (город Луга и городской посёлок Толмачёво) проживают 53,41 % населения района.

### Национальный состав
По итогам переписи населения 2020 года проживали следующие национальности (национальности менее 0,1 % и другое, см. в сноске к строке «Другие»):
| Национальность | Численность, чел. | Доля     |
| -------------- | ----------------- | -------- |
| Русские        | 71 169            | 92,46 %  |
| Украинцы       | 536               | 0,70 %   |
| Белорусы       | 364               | 0,47 %   |
| Татары         | 250               | 0,32 %   |
| Узбеки         | 185               | 0,24 %   |
| Армяне         | 180               | 0,23 %   |
| Азербайджанцы  | 179               | 0,23 %   |
| Таджики        | 152               | 0,20 %   |
| Цыгане         | 139               | 0,18 %   |
| Другие         | 3815              | 4,97 %   |
| Итого          | 76 969            | 100,00 % |

## Муниципально-территориальное устройство
Лужский муниципальный район как административно-территориальная единица делится на 14 поселений, как муниципальное образование — включает 14 муниципальных образований нижнего уровня, в том числе 2 городских поселения и 12 сельских поселений.
| №  | Поселение                        | Административный центр      | Количество населённых пунктов | Население (чел.) | Площадь (км²) |
| -- | -------------------------------- | --------------------------- | ----------------------------- | ---------------- | ------------- |
| 1  | Лужское городское поселение      | город Луга                  | 5                             | ↘37 029          | 230,00        |
| 2  | Толмачёвское городское поселение | городской посёлок Толмачёво | 39                            | ↘5256            | 944,00        |
| 3  | Володарское сельское поселение   | посёлок Володарское         | 13                            | ↘1560            | 304,00        |
| 4  | Волошовское сельское поселение   | посёлок Волошово            | 17                            | ↘1274            | 817,00        |
| 5  | Дзержинское сельское поселение   | посёлок Дзержинского        | 17                            | ↘2826            | 134,00        |
| 6  | Заклинское сельское поселение    | деревня Заклинье            | 34                            | ↘4808            | 187,00        |
| 7  | Мшинское сельское поселение      | посёлок Мшинская            | 20                            | ↘3750            | 632,00        |
| 8  | Оредежское сельское поселение    | посёлок Оредеж              | 24                            | ↘4330            | 84,00         |
| 9  | Осьминское сельское поселение    | посёлок Осьмино             | 54                            | ↘2500            | 928,00        |
| 10 | Ретюнское сельское поселение     | деревня Ретюнь              | 20                            | ↘1728            | 163,00        |
| 11 | Серебрянское сельское поселение  | посёлок Серебрянский        | 19                            | ↘1588            | 214,00        |
| 12 | Скребловское сельское поселение  | посёлок Скреблово           | 33                            | ↘2811            | 210,00        |
| 13 | Торковичское сельское поселение  | посёлок Торковичи           | 4                             | ↘1233            | 79,00         |
| 14 | Ям-Тёсовское сельское поселение  | деревня Ям-Тёсово           | 49                            | ↘2737            | 826,00        |

1 января 2006 года в Лужском муниципальном районе сперва было образовано 2 городских поселения и 13 сельских поселений. 19 мая 2019 года было упразднено Тёсовское сельское поселение, включённое в Оредежское сельское поселение.

### Населённые пункты
В Лужском районе 348 населённых пунктов.
| №   | Населённый пункт         | Тип                  | Население | Муниципальное образование        |
| --- | ------------------------ | -------------------- | --------- | -------------------------------- |
| 1   | Александровка            | деревня              | ↘7        | Скребловское сельское поселение  |
| 2   | Алексеевка               | деревня              | ↘4        | Серебрянское сельское поселение  |
| 3   | Антоновка                | деревня              | ↗4        | Волошовское сельское поселение   |
| 4   | Балтиец                  | посёлок              | ↗3        | Толмачёвское городское поселение |
| 5   | Баньково                 | деревня              | ↗20       | Толмачёвское городское поселение |
| 6   | Бараново                 | деревня              | →11       | Серебрянское сельское поселение  |
| 7   | Бежаны                   | деревня              | ↗4        | Толмачёвское городское поселение |
| 8   | Беково                   | деревня              | ↗1        | Мшинское сельское поселение      |
| 9   | Белая Горка              | деревня              | ↘15       | Волошовское сельское поселение   |
| 10  | Белое                    | деревня              | ↗110      | Оредежское сельское поселение    |
| 11  | Бельское                 | деревня              | →1        | Осьминское сельское поселение    |
| 12  | Берег                    | деревня              | ↘23       | Заклинское сельское поселение    |
| 13  | Бередниково              | деревня              | ↘18       | Волошовское сельское поселение   |
| 14  | Бережок                  | деревня              | ↘1        | Ям-Тёсовское сельское поселение  |
| 15  | Березицы                 | деревня              | ↘50       | Ретюнское сельское поселение     |
| 16  | Бетково                  | деревня              | ↘31       | Заклинское сельское поселение    |
| 17  | Боднево                  | деревня              | →0        | Скребловское сельское поселение  |
| 18  | Болото                   | деревня              | ↗38       | Толмачёвское городское поселение |
| 19  | Большая Дивенка          | деревня              | ↘102      | Мшинское сельское поселение      |
| 20  | Большая Ящера            | деревня              | ↘68       | Мшинское сельское поселение      |
| 21  | Большие Березницы        | деревня              | ↘6        | Ям-Тёсовское сельское поселение  |
| 22  | Большие Влёшковичи       | деревня              | ↗19       | Оредежское сельское поселение    |
| 23  | Большие Изори            | деревня              | ↘7        | Заклинское сельское поселение    |
| 24  | Большие Крупели          | деревня              | ↗26       | Толмачёвское городское поселение |
| 25  | Большие Озерцы           | деревня              | ↗46       | Ретюнское сельское поселение     |
| 26  | Большие Сабицы           | деревня              | ↘52       | Волошовское сельское поселение   |
| 27  | Большие Шатновичи        | деревня              | ↗76       | Скребловское сельское поселение  |
| 28  | Большое Замошье          | деревня              | ↘5        | Толмачёвское городское поселение |
| 29  | Бор                      | деревня              | ↗157      | Дзержинское сельское поселение   |
| 30  | Бор                      | деревня              | ↘11       | Ретюнское сельское поселение     |
| 31  | Бор                      | деревня              | ↘6        | Ям-Тёсовское сельское поселение  |
| 32  | Борщово                  | деревня              | ↘45       | Оредежское сельское поселение    |
| 33  | Брея                     | деревня              | ↗3        | Осьминское сельское поселение    |
| 34  | Брод                     | деревня              | ↘51       | Скребловское сельское поселение  |
| 35  | Будилово                 | деревня              | ↘10       | Осьминское сельское поселение    |
| 36  | Бусаны                   | деревня              | ↗14       | Володарское сельское поселение   |
| 37  | Бутковичи                | деревня              | ↘11       | Скребловское сельское поселение  |
| 38  | Бутково                  | деревня              | →5        | Ям-Тёсовское сельское поселение  |
| 39  | Буяны                    | деревня              | ↘0        | Ретюнское сельское поселение     |
| 40  | Вагошка                  | деревня              | ↘0        | Осьминское сельское поселение    |
| 41  | Ванино Поле              | деревня              | ↗12       | Скребловское сельское поселение  |
| 42  | Васильковичи             | деревня              | ↘18       | Оредежское сельское поселение    |
| 43  | Великое Село             | деревня              | ↘14       | Скребловское сельское поселение  |
| 44  | Великое Село             | деревня              | ↘11       | Оредежское сельское поселение    |
| 45  | Вельяшева Горка          | деревня              | ↗1        | Оредежское сельское поселение    |
| 46  | Вёрдуга                  | деревня              | ↘11       | Волошовское сельское поселение   |
| 47  | Ветчины                  | деревня              | ↗20       | Толмачёвское городское поселение |
| 48  | Витово                   | деревня              | ↘6        | Ретюнское сельское поселение     |
| 49  | Владычкино               | деревня              | ↘17       | Мшинское сельское поселение      |
| 50  | Владычно                 | деревня              | ↘7        | Володарское сельское поселение   |
| 51  | Волкино                  | деревня              | ↘20       | Ям-Тёсовское сельское поселение  |
| 52  | Володарское              | посёлок              | ↗1129     | Володарское сельское поселение   |
| 53  | Волосковичи              | деревня              | →7        | Ретюнское сельское поселение     |
| 54  | Волосково                | деревня              | ↘7        | Ям-Тёсовское сельское поселение  |
| 55  | Волошово                 | посёлок              | ↗1195     | Волошовское сельское поселение   |
| 56  | Выбор                    | деревня              | ↗15       | Заклинское сельское поселение    |
| 57  | Высокая Грива            | деревня              | ↗8        | Толмачёвское городское поселение |
| 58  | Вычелобок                | деревня              | ↗64       | Заклинское сельское поселение    |
| 59  | Вяжище                   | деревня              | ↗15       | Серебрянское сельское поселение  |
| 60  | Вяжищи                   | деревня              | ↘14       | Ям-Тёсовское сельское поселение  |
| 61  | Вяз                      | деревня              | →0        | Толмачёвское городское поселение |
| 62  | Гверёздно                | деревня              | ↘33       | Оредежское сельское поселение    |
| 63  | Герцена                  | посёлок              | ↗44       | Дзержинское сельское поселение   |
| 64  | Глубокий Ручей           | кордон               | ↘16       | Лужское городское поселение      |
| 65  | Глубокое                 | деревня              | ↘2        | Осьминское сельское поселение    |
| 66  | Гниленка                 | деревня              | →1        | Осьминское сельское поселение    |
| 67  | Гобжицы                  | деревня              | ↗5        | Толмачёвское городское поселение |
| 68  | Голубково                | деревня              | ↘41       | Скребловское сельское поселение  |
| 69  | Горестницы               | деревня              | ↘2        | Осьминское сельское поселение    |
| 70  | Горка                    | деревня              | ↘0        | Осьминское сельское поселение    |
| 71  | Городец                  | деревня              | ↘114      | Володарское сельское поселение   |
| 72  | Горушка                  | деревня              | →11       | Заклинское сельское поселение    |
| 73  | Горыни                   | деревня              | ↘23       | Ям-Тёсовское сельское поселение  |
| 74  | Госткино                 | деревня              | ↗62       | Скребловское сельское поселение  |
| 75  | Гусли                    | деревня              | ↘3        | Осьминское сельское поселение    |
| 76  | ГЭС-1                    | местечко             | ↘0        | Скребловское сельское поселение  |
| 77  | Дёргово                  | деревня              | ↗1        | Серебрянское сельское поселение  |
| 78  | Дзержинского             | посёлок              | ↗1551     | Дзержинское сельское поселение   |
| 79  | Долговка                 | деревня              | ↗60       | Толмачёвское городское поселение |
| 80  | Дом Отдыха «Боровое»     | посёлок              | ↗55       | Дзержинское сельское поселение   |
| 81  | Дом отдыха «Живой Ручей» | посёлок              | ↗231      | Толмачёвское городское поселение |
| 82  | Дом отдыха «Луга»        | посёлок              | ↘83       | Заклинское сельское поселение    |
| 83  | Домкино                  | деревня              | ↗107      | Скребловское сельское поселение  |
| 84  | Донец                    | деревня              | ↘12       | Ям-Тёсовское сельское поселение  |
| 85  | Дубровка                 | деревня              | →0        | Оредежское сельское поселение    |
| 86  | Дубровка                 | деревня              | ↗1        | Серебрянское сельское поселение  |
| 87  | Душилово                 | деревня              | ↗1        | Серебрянское сельское поселение  |
| 88  | Елемно                   | деревня              | ↘5        | Волошовское сельское поселение   |
| 89  | Елемцы                   | деревня              | ↗3        | Ретюнское сельское поселение     |
| 90  | Естомичи                 | деревня              | ↘81       | Дзержинское сельское поселение   |
| 91  | Жглино                   | деревня              | ↗28       | Ретюнское сельское поселение     |
| 92  | Железо                   | местечко             | ↘0        | Толмачёвское городское поселение |
| 93  | Жельцы                   | деревня              | ↗869      | Толмачёвское городское поселение |
| 94  | Жеребуд                  | деревня              | ↘18       | Заклинское сельское поселение    |
| 95  | Жерядки                  | деревня              | ↘4        | Ям-Тёсовское сельское поселение  |
| 96  | Жилое Горнешно           | деревня              | ↘3        | Волошовское сельское поселение   |
| 97  | Жилое Рыдно              | деревня              | ↘2        | Ям-Тёсовское сельское поселение  |
| 98  | Жог                      | деревня              | ↘7        | Осьминское сельское поселение    |
| 99  | Завердужье               | деревня              | ↘5        | Волошовское сельское поселение   |
| 100 | Загорье                  | деревня              | ↘21       | Ям-Тёсовское сельское поселение  |
| 101 | Задейшино                | деревня              | ↘0        | Осьминское сельское поселение    |
| 102 | Задубье                  | деревня              | ↘5        | Скребловское сельское поселение  |
| 103 | Заклинье                 | деревня              | →11       | Волошовское сельское поселение   |
| 104 | Заклинье                 | деревня              | ↗2832     | Заклинское сельское поселение    |
| 105 | Залустежье               | деревня              | ↘28       | Осьминское сельское поселение    |
| 106 | Замежье                  | деревня              | ↘9        | Ям-Тёсовское сельское поселение  |
| 107 | Замостье                 | деревня              | ↘7        | Оредежское сельское поселение    |
| 108 | Замостье                 | деревня              | ↗5        | Толмачёвское городское поселение |
| 109 | Замостье                 | деревня              | ↘5        | Ям-Тёсовское сельское поселение  |
| 110 | Замошье                  | деревня              | ↘7        | Заклинское сельское поселение    |
| 111 | Замошье                  | деревня              | ↘1        | Осьминское сельское поселение    |
| 112 | Заозерье                 | деревня              | ↘17       | Володарское сельское поселение   |
| 113 | Заозерье                 | деревня              | ↗55       | Дзержинское сельское поселение   |
| 114 | Заозерье                 | деревня              | ↗15       | Толмачёвское городское поселение |
| 115 | Заорешье                 | деревня              | ↘47       | Скребловское сельское поселение  |
| 116 | Запередолье              | деревня              | ↘17       | Ям-Тёсовское сельское поселение  |
| 117 | Запишенье                | деревня              | ↘7        | Заклинское сельское поселение    |
| 118 | Заплотье                 | деревня              | ↘12       | Заклинское сельское поселение    |
| 119 | Заполье                  | деревня              | ↘10       | Заклинское сельское поселение    |
| 120 | Заполье                  | деревня              | ↘12       | Заклинское сельское поселение    |
| 121 | Заполье                  | деревня              | ↘15       | Серебрянское сельское поселение  |
| 122 | Заполье                  | деревня              | →0        | Толмачёвское городское поселение |
| 123 | Заполье                  | деревня              | ↗36       | Ям-Тёсовское сельское поселение  |
| 124 | Заречье                  | деревня              | ↗9        | Скребловское сельское поселение  |
| 125 | Заручье                  | деревня              | ↘8        | Ям-Тёсовское сельское поселение  |
| 126 | Заслуховье               | деревня              | ↘46       | Ям-Тёсовское сельское поселение  |
| 127 | Засобье                  | деревня              | ↗5        | Осьминское сельское поселение    |
| 128 | Затрубичье               | деревня              | ↘12       | Волошовское сельское поселение   |
| 129 | Затуленье                | деревня              | ↘33       | Заклинское сельское поселение    |
| 130 | Захонье                  | деревня              | ↘11       | Осьминское сельское поселение    |
| 131 | Золотая Горка            | деревня              | ↗6        | Толмачёвское городское поселение |
| 132 | Зуево                    | деревня              | ↘0        | Ретюнское сельское поселение     |
| 133 | Ивановское               | деревня              | ↗137      | Володарское сельское поселение   |
| 134 | Извоз                    | деревня              | ↘0        | Осьминское сельское поселение    |
| 135 | Ильжо                    | деревня              | ↘49       | Серебрянское сельское поселение  |
| 136 | Исаково                  | деревня              | ↘5        | Осьминское сельское поселение    |
| 137 | Калгановка               | деревня              | ↘182      | Скребловское сельское поселение  |
| 138 | Калищи                   | деревня              | ↘9        | Заклинское сельское поселение    |
| 139 | Каменка                  | деревня              | ↗615      | Заклинское сельское поселение    |
| 140 | Караулка                 | деревня              | ↗6        | Толмачёвское городское поселение |
| 141 | Келло                    | деревня              | ↘5        | Заклинское сельское поселение    |
| 142 | Кемка                    | деревня              | →0        | Толмачёвское городское поселение |
| 143 | Кемск                    | деревня              | ↗4        | Мшинское сельское поселение      |
| 144 | Кипино                   | деревня              | ↘9        | Ям-Тёсовское сельское поселение  |
| 145 | Клескуши                 | деревня              | ↗13       | Осьминское сельское поселение    |
| 146 | Клокино                  | кордон               | ↘3        | Заклинское сельское поселение    |
| 147 | Клуколово                | деревня              | ↘4        | Ям-Тёсовское сельское поселение  |
| 148 | Клюкошицы                | деревня              | ↘34       | Ям-Тёсовское сельское поселение  |
| 149 | Коленцево                | деревня              | ↗19       | Оредежское сельское поселение    |
| 150 | Колодно                  | деревня              | ↗29       | Заклинское сельское поселение    |
| 151 | Конезерье                | деревня              | ↘147      | Володарское сельское поселение   |
| 152 | Корешно                  | деревня              | →4        | Ям-Тёсовское сельское поселение  |
| 153 | Костково                 | деревня              | ↘4        | Заклинское сельское поселение    |
| 154 | Красная Горка            | деревня              | →0        | Володарское сельское поселение   |
| 155 | Красные Горы             | деревня              | ↗100      | Толмачёвское городское поселение |
| 156 | Красный Маяк             | посёлок              | ↘814      | Мшинское сельское поселение      |
| 157 | Красный Октябрь          | деревня              | ↘4        | Скребловское сельское поселение  |
| 158 | Крени                    | деревня              | ↗49       | Ретюнское сельское поселение     |
| 159 | Крокол                   | деревня              | ↘9        | Осьминское сельское поселение    |
| 160 | Крюково                  | деревня              | ↘22       | Заклинское сельское поселение    |
| 161 | Куболово                 | деревня              | →3        | Ям-Тёсовское сельское поселение  |
| 162 | Кузнецово                | деревня              | ↘14       | Мшинское сельское поселение      |
| 163 | Курско                   | деревня              | →0        | Ям-Тёсовское сельское поселение  |
| 164 | Лазарево                 | деревня              | →6        | Ям-Тёсовское сельское поселение  |
| 165 | Лединки                  | деревня              | →5        | Осьминское сельское поселение    |
| 166 | Липа                     | деревня              | ↘5        | Осьминское сельское поселение    |
| 167 | Ложок                    | деревня              | ↘1        | Волошовское сельское поселение   |
| 168 | Лопанец                  | деревня              | ↗13       | Ретюнское сельское поселение     |
| 169 | Луга                     | город                | ↘36 454   | Лужское городское поселение      |
| 170 | Луги                     | деревня              | →0        | Мшинское сельское поселение      |
| 171 | Луговское                | деревня              | ↘42       | Осьминское сельское поселение    |
| 172 | Лужки                    | деревня              | ↘3        | Мшинское сельское поселение      |
| 173 | Любище                   | деревня              | ↘9        | Ям-Тёсовское сельское поселение  |
| 174 | Любочажье                | деревня              | ↘7        | Осьминское сельское поселение    |
| 175 | Лютка                    | деревня              | ↘11       | Ям-Тёсовское сельское поселение  |
| 176 | Малая Пустошка           | деревня              | ↗26       | Серебрянское сельское поселение  |
| 177 | Малая Ящера              | деревня              | ↘25       | Мшинское сельское поселение      |
| 178 | Малые Влёшковичи         | деревня              | ↘8        | Оредежское сельское поселение    |
| 179 | Малые Озерцы             | деревня              | ↘18       | Ретюнское сельское поселение     |
| 180 | Малые Шатновичи          | деревня              | ↘7        | Скребловское сельское поселение  |
| 181 | Медвежье                 | деревня              | ↘2        | Осьминское сельское поселение    |
| 182 | Межозёрный               | посёлок              | ↗588      | Скребловское сельское поселение  |
| 183 | Мерёво                   | деревня              | ↘113      | Заклинское сельское поселение    |
| 184 | Милодеж                  | деревня              | ↗30       | Ям-Тёсовское сельское поселение  |
| 185 | Мокрово                  | деревня              | ↗8        | Ретюнское сельское поселение     |
| 186 | Моровино                 | деревня              | ↘69       | Ям-Тёсовское сельское поселение  |
| 187 | Мошковые Поляны          | деревня              | ↘95       | Оредежское сельское поселение    |
| 188 | Мужич                    | деревня              | ↘0        | Осьминское сельское поселение    |
| 189 | Муравейно                | деревня              | →8        | Толмачёвское городское поселение |
| 190 | Мхи                      | деревня              | →0        | Осьминское сельское поселение    |
| 191 | Мшинская                 | посёлок              | ↗1170     | Мшинское сельское поселение      |
| 192 | Наволок                  | деревня              | ↘148      | Скребловское сельское поселение  |
| 193 | Надбелье                 | деревня              | ↗67       | Ям-Тёсовское сельское поселение  |
| 194 | Надевицы                 | деревня              | ↘16       | Скребловское сельское поселение  |
| 195 | Накол                    | деревня              | →2        | Осьминское сельское поселение    |
| 196 | Натальино                | деревня              | ↗5        | Толмачёвское городское поселение |
| 197 | Невежицы                 | деревня              | ↘1        | Скребловское сельское поселение  |
| 198 | Нелаи                    | деревня              | ↗93       | Заклинское сельское поселение    |
| 199 | Немолва                  | деревня              | ↗13       | Ретюнское сельское поселение     |
| 200 | Низовка                  | деревня              | ↗4        | Мшинское сельское поселение      |
| 201 | Низовская                | деревня              | ↘337      | Мшинское сельское поселение      |
| 202 | Николаевское             | деревня              | ↘21       | Осьминское сельское поселение    |
| 203 | Никулкино                | деревня              | ↘5        | Ям-Тёсовское сельское поселение  |
| 204 | Новая Серёдка            | деревня              | ↘30       | Скребловское сельское поселение  |
| 205 | Новое Березно            | деревня              | ↘3        | Ям-Тёсовское сельское поселение  |
| 206 | Новое Село-1             | деревня              | ↘14       | Дзержинское сельское поселение   |
| 207 | Новое Село-2             | деревня              | ↘10       | Дзержинское сельское поселение   |
| 208 | Новоивановское           | деревня              | ↘2        | Осьминское сельское поселение    |
| 209 | Новоселье                | деревня              | ↘36       | Володарское сельское поселение   |
| 210 | Новоселье                | деревня              | →5        | Осьминское сельское поселение    |
| 211 | Новоселье                | деревня              | →41       | Серебрянское сельское поселение  |
| 212 | Новые Крупели            | деревня              | ↗20       | Толмачёвское городское поселение |
| 213 | Новые Полицы             | деревня              | ↘16       | Серебрянское сельское поселение  |
| 214 | Новый Брод               | деревня              | ↘18       | Скребловское сельское поселение  |
| 215 | Овиновичи                | деревня              | ↘1        | Торковичское сельское поселение  |
| 216 | Овраги                   | деревня              | ↘1        | Серебрянское сельское поселение  |
| 217 | Ожево                    | деревня              | ↘1        | Осьминское сельское поселение    |
| 218 | Олешно                   | деревня              | ↘10       | Волошовское сельское поселение   |
| 219 | Онежицы                  | деревня              | ↘4        | Заклинское сельское поселение    |
| 220 | Оредеж                   | посёлок              | ↘2443     | Оредежское сельское поселение    |
| 221 | Орехова Грива            | деревня              | ↗5        | Осьминское сельское поселение    |
| 222 | Островёнка               | деревня              | ↗29       | Толмачёвское городское поселение |
| 223 | Островно                 | деревня              | ↗53       | Волошовское сельское поселение   |
| 224 | Осьмино                  | посёлок              | ↘1420     | Осьминское сельское поселение    |
| 225 | Павшино                  | деревня              | ↘0        | Заклинское сельское поселение    |
| 226 | Пансионат «Зелёный Бор»  | посёлок              | ↘464      | Лужское городское поселение      |
| 227 | Паншино                  | деревня              | ↘5        | Ям-Тёсовское сельское поселение  |
| 228 | Парищи                   | деревня              | ↘4        | Ретюнское сельское поселение     |
| 229 | Парушино                 | деревня              | →4        | Мшинское сельское поселение      |
| 230 | Пёлково                  | деревня              | ↘0        | Толмачёвское городское поселение |
| 231 | Переволок                | деревня              | ↘1        | Осьминское сельское поселение    |
| 232 | Перечицы                 | деревня              | ↗74       | Толмачёвское городское поселение |
| 233 | Песочный Мох             | деревня              | ↘22       | Торковичское сельское поселение  |
| 234 | Петровская Горка         | деревня              | ↗30       | Скребловское сельское поселение  |
| 235 | Петровские Бабы          | деревня              | ↗11       | Дзержинское сельское поселение   |
| 236 | Петрушина Гора           | деревня              | ↘10       | Торковичское сельское поселение  |
| 237 | Пехенец                  | деревня              | ↘684      | Мшинское сельское поселение      |
| 238 | Печково                  | деревня              | →66       | Ям-Тёсовское сельское поселение  |
| 239 | Пищи                     | деревня              | ↗14       | Ям-Тёсовское сельское поселение  |
| 240 | Плоское                  | посёлок              | ↗337      | Толмачёвское городское поселение |
| 241 | Подгородье               | деревня              | ↗64       | Заклинское сельское поселение    |
| 242 | Поддубье                 | деревня              | ↗47       | Оредежское сельское поселение    |
| 243 | Поддубье                 | деревня              | ↗67       | Ретюнское сельское поселение     |
| 244 | Поддубье                 | деревня              | ↗7        | Ям-Тёсовское сельское поселение  |
| 245 | Подлесье                 | деревня              | ↘41       | Володарское сельское поселение   |
| 246 | Пожарище                 | деревня              | ↗12       | Оредежское сельское поселение    |
| 247 | Покровка                 | деревня              | ↗22       | Мшинское сельское поселение      |
| 248 | Покровское               | деревня              | ↘2        | Оредежское сельское поселение    |
| 249 | Полоски                  | деревня              | →2        | Осьминское сельское поселение    |
| 250 | Поля                     | деревня              | ↗8        | Толмачёвское городское поселение |
| 251 | Почап                    | деревня              | ↗1122     | Оредежское сельское поселение    |
| 252 | Приозёрный               | посёлок              | ↘749      | Ям-Тёсовское сельское поселение  |
| 253 | Пристань                 | деревня              | ↘43       | Ям-Тёсовское сельское поселение  |
| 254 | Псоедь                   | деревня              | ↘9        | Осьминское сельское поселение    |
| 255 | Пустое Горнешно          | деревня              | ↗2        | Волошовское сельское поселение   |
| 256 | Пустошка                 | деревня              | ↗21       | Серебрянское сельское поселение  |
| 257 | Пустынь                  | деревня              | →0        | Толмачёвское городское поселение |
| 258 | Путятино                 | деревня              | →1        | Заклинское сельское поселение    |
| 259 | Пушкино                  | деревня              | ↘3        | Осьминское сельское поселение    |
| 260 | Разлив                   | деревня              | ↗3        | Толмачёвское городское поселение |
| 261 | Райково                  | деревня              | ↘14       | Осьминское сельское поселение    |
| 262 | Раковичи                 | деревня              | ↗70       | Скребловское сельское поселение  |
| 263 | Раковно                  | деревня              | ↘42       | Заклинское сельское поселение    |
| 264 | Рассохи                  | деревня              | ↗7        | Скребловское сельское поселение  |
| 265 | Рёлка                    | деревня              | ↗14       | Осьминское сельское поселение    |
| 266 | Рель                     | деревня              | ↗341      | Осьминское сельское поселение    |
| 267 | Репьи                    | деревня              | ↗26       | Скребловское сельское поселение  |
| 268 | Ретюнь                   | деревня              | ↘1394     | Ретюнское сельское поселение     |
| 269 | Романщина                | деревня              | ↗8        | Дзержинское сельское поселение   |
| 270 | Ручьи                    | деревня              | ↘7        | Дзержинское сельское поселение   |
| 271 | Рябиновка                | деревня              | ↘10       | Серебрянское сельское поселение  |
| 272 | Саба                     | деревня              | ↘447      | Осьминское сельское поселение    |
| 273 | Сабо                     | деревня              | →0        | Толмачёвское городское поселение |
| 274 | Савлово                  | деревня              | ↘54       | Ям-Тёсовское сельское поселение  |
| 275 | Самро                    | деревня              | ↘69       | Осьминское сельское поселение    |
| 276 | Санаторий «Жемчужина»    | посёлок              | ↘54       | Лужское городское поселение      |
| 277 | Санаторий «Красный Вал»  | местечко             | ↘73       | Скребловское сельское поселение  |
| 278 | Сара-Лог                 | деревня              | ↘42       | Осьминское сельское поселение    |
| 279 | Сватково                 | деревня              | ↘50       | Осьминское сельское поселение    |
| 280 | Святьё                   | деревня              | ↗8        | Володарское сельское поселение   |
| 281 | Селище                   | деревня              | ↘1        | Мшинское сельское поселение      |
| 282 | Серебрянка               | деревня              | ↘0        | Осьминское сельское поселение    |
| 283 | Серебрянский             | посёлок              | ↗1487     | Серебрянское сельское поселение  |
| 284 | Ситенка                  | деревня              | ↗163      | Толмачёвское городское поселение |
| 285 | Скреблово                | посёлок              | ↗1322     | Скребловское сельское поселение  |
| 286 | Славянка                 | деревня              | ↘16       | Осьминское сельское поселение    |
| 287 | Слапи                    | деревня              | ↗265      | Заклинское сельское поселение    |
| 288 | Смерди                   | деревня              | ↗46       | Серебрянское сельское поселение  |
| 289 | Смёшино                  | деревня              | ↗78       | Заклинское сельское поселение    |
| 290 | Смычково                 | посёлок ж.д. станции | ↘1        | Заклинское сельское поселение    |
| 291 | Сокольники               | деревня              | ↘64       | Оредежское сельское поселение    |
| 292 | Солнцев Берег            | деревня              | ↘21       | Дзержинское сельское поселение   |
| 293 | Сорочкино                | деревня              | ↗69       | Мшинское сельское поселение      |
| 294 | Спасс-Которск            | деревня              | ↘1        | Осьминское сельское поселение    |
| 295 | Средние Крупели          | деревня              | ↗10       | Толмачёвское городское поселение |
| 296 | Ставотино                | деревня              | ↘46       | Осьминское сельское поселение    |
| 297 | Стаи                     | деревня              | ↗2        | Оредежское сельское поселение    |
| 298 | Старая Серёдка           | деревня              | ↘176      | Скребловское сельское поселение  |
| 299 | Старые Полицы            | деревня              | ↘15       | Серебрянское сельское поселение  |
| 300 | Стелёво                  | деревня              | →0        | Володарское сельское поселение   |
| 301 | Стояновщина              | деревня              | ↗13       | Лужское городское поселение      |
| 302 | Стрешево                 | деревня              | ↗45       | Дзержинское сельское поселение   |
| 303 | Сырец                    | деревня              | ↗69       | Заклинское сельское поселение    |
| 304 | Сяберо                   | деревня              | ↘37       | Волошовское сельское поселение   |
| 305 | Табор                    | деревня              | →10       | Толмачёвское городское поселение |
| 306 | Тёсово-4                 | посёлок              | ↘644      | Оредежское сельское поселение    |
| 307 | Тозырево                 | деревня              | ↘10       | Мшинское сельское поселение      |
| 308 | Толмачёво                | городской посёлок    | ↘2762     | Толмачёвское городское поселение |
| 309 | Торковичи                | посёлок              | ↘1188     | Торковичское сельское поселение  |
| 310 | Торошковичи              | деревня              | ↗1151     | Дзержинское сельское поселение   |
| 311 | Турбаза                  | местечко             | ↘0        | Толмачёвское городское поселение |
| 312 | Туровка                  | деревня              | ↘7        | Толмачёвское городское поселение |
| 313 | Турово                   | деревня              | ↗243      | Заклинское сельское поселение    |
| 314 | Туховежи                 | деревня              | ↗8        | Ям-Тёсовское сельское поселение  |
| 315 | Усадище                  | деревня              | ↘22       | Волошовское сельское поселение   |
| 316 | Усадищи                  | деревня              | ↘35       | Ям-Тёсовское сельское поселение  |
| 317 | Ушницы                   | деревня              | ↘1        | Ям-Тёсовское сельское поселение  |
| 318 | Филимонова Горка         | деревня              | ↘21       | Дзержинское сельское поселение   |
| 319 | Филипповичи              | деревня              | ↘5        | Ям-Тёсовское сельское поселение  |
| 320 | Фралёво                  | деревня              | ↘13       | Ям-Тёсовское сельское поселение  |
| 321 | Хабалинка                | деревня              | ↗2        | Оредежское сельское поселение    |
| 322 | Хвошно                   | деревня              | ↘9        | Володарское сельское поселение   |
| 323 | Хилок                    | деревня              | ↘12       | Осьминское сельское поселение    |
| 324 | Хлупино                  | деревня              | ↗26       | Оредежское сельское поселение    |
| 325 | Холомцы                  | деревня              | ↗37       | Оредежское сельское поселение    |
| 326 | Хомировичи               | деревня              | →13       | Ям-Тёсовское сельское поселение  |
| 327 | Хрепёлка                 | деревня              | ↘26       | Оредежское сельское поселение    |
| 328 | Чайково                  | деревня              | →0        | Скребловское сельское поселение  |
| 329 | Чеголи                   | деревня              | ↘92       | Дзержинское сельское поселение   |
| 330 | Червищи                  | деревня              | ↘1        | Ретюнское сельское поселение     |
| 331 | Череменец                | местечко             | ↘6        | Скребловское сельское поселение  |
| 332 | Черенское                | деревня              | ↘4        | Осьминское сельское поселение    |
| 333 | Чернецово                | деревня              | →0        | Мшинское сельское поселение      |
| 334 | Чолово                   | деревня              | →2        | Ям-Тёсовское сельское поселение  |
| 335 | Чолово                   | посёлок              | ↘71       | Ям-Тёсовское сельское поселение  |
| 336 | Чудиново                 | деревня              | ↗51       | Осьминское сельское поселение    |
| 337 | Шаломино                 | деревня              | ↘4        | Осьминское сельское поселение    |
| 338 | Шильцево                 | деревня              | ↗101      | Ретюнское сельское поселение     |
| 339 | Шима                     | деревня              | ↘0        | Осьминское сельское поселение    |
| 340 | Шипино                   | деревня              | →11       | Осьминское сельское поселение    |
| 341 | Ширенка                  | деревня              | →0        | Серебрянское сельское поселение  |
| 342 | Щегоща                   | деревня              | ↘11       | Дзержинское сельское поселение   |
| 343 | Щупоголово               | деревня              | ↘20       | Ям-Тёсовское сельское поселение  |
| 344 | Юбры                     | деревня              | →7        | Ретюнское сельское поселение     |
| 345 | Югостицы                 | деревня              | ↗50       | Скребловское сельское поселение  |
| 346 | Яконово                  | деревня              | ↘3        | Серебрянское сельское поселение  |
| 347 | Ям-Тёсово                | деревня              | ↘1542     | Ям-Тёсовское сельское поселение  |
| 348 | Ящера                    | деревня              | ↘2        | Толмачёвское городское поселение |

### Упразднённые населённые пункты
28 декабря 2004 года в связи с отсутствием жителей были упразднены деревни Липово и Именицы.

## Органы власти
Представительную власть в районе осуществляет Совет депутатов. В него входят по 2 представителя от каждого поселения района: глава поселения и один из депутатов, избранный Советом депутатов поселения из своих рядов. Совет депутатов района возглавляет Глава района, выбираемый Советом из своих рядов. С 1 января 2006 года главой района является Васильев Валерий Фёдорович (глава Заклинского сельского поселения).
В Совете депутатов образованы следующие постоянные комиссии:
- Комиссия по вопросам взаимодействия с органами местного самоуправления, средств массовой информации и связям с общественностью
- Комиссия по вопросам градостроительства, землеустройства и жилищно-коммунального хозяйства
- Комиссия по аграрным вопросам, лесопользованию, охране окружающей среды
- Комиссия по бюджету, налогам и финансовым вопросам
- Комиссия по вопросам развития промышленности и предпринимательства, энергетики, транспорта, связи, туризма
- Комиссия по вопросам здравоохранения, пенсионного обеспечения, социальной защиты
- Комиссия по вопросам образования, культуры, делам молодёжи, физкультуры и спорта
- Комиссия по вопросам законности и охраны общественного порядка

Исполнительную власть в районе осуществляет администрация. Глава администрации назначается Советом депутатов из числа кандидатов, отобранных специальной конкурсной комиссией, члены которой назначаются Советом депутатов района и губернатором Ленинградской области.
С 2017 года исполняющим обязанности главы администрации района является Намлиев Юрий Владимирович.

## Промышленность
Основные промышленные предприятия района расположены в Луге и Толмачёво:
- ОАО «Лужский абразивный завод»
- ОАО «Толмачёвский завод железобетонных и металлических конструкций»
- ОАО «Лужский завод „Белкозин“»
- Потребительское общество «Лужский консервный завод»
- ОАО «Лужский комбикормовый завод»
- ООО «Петербургское стекло» (посёлок Плоское, производство пищевой тары из цветного стекла)
- ОАО «Лужский молочный комбинат»
- ОАО «Лужский мясокомбинат»
- ООО «Лужское УПП „Бриз“ ВОС»
- ЗАО «НЕТМА» (производство синтепона, одеял, подушек)
- ЗАО «ЭЛАСтранс» (производство металлических конструкций)

## Транспорт
Главным транспортным узлом района является город Луга.

### Железнодорожный транспорт
По территории района проходят 3 железнодорожные линии.

#### Санкт-Петербург — Луга — Псков
В Лужском районе на данной линии расположены станции Мшинская, Толмачёво, Разъезд Генерала Омельченко, Луга I, Серебрянка, разъезд 144 км и остановочные пункты Низовская, Росинка, Разъезд Антонины Петровой, Партизанская, 147 км, 151 км. К северу от Луги линия является двухпутной и электрифицированной, к югу — однопутной и неэлектрифицированной.

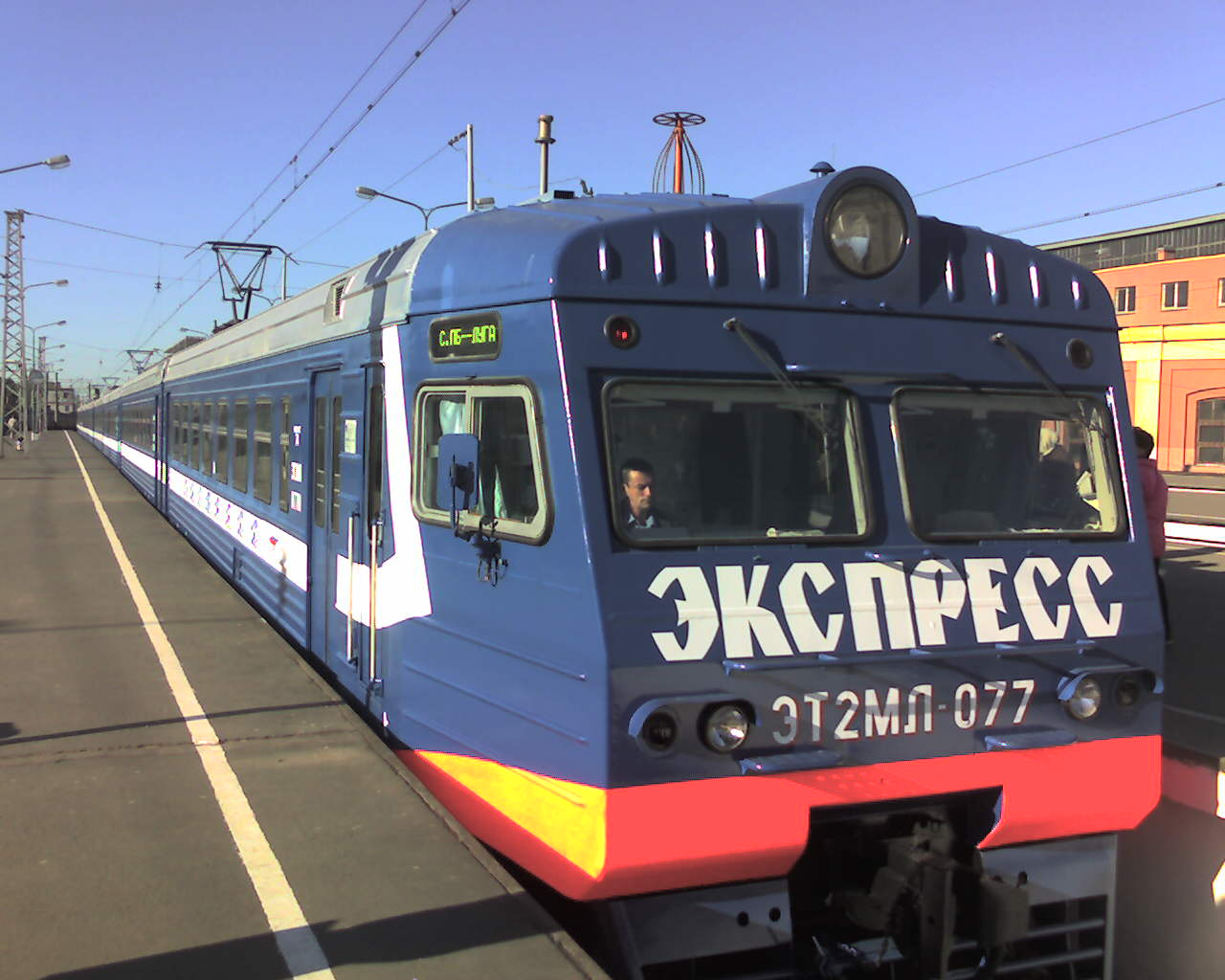
Электропоезд повышенной комфортности Санкт-Петербург — Луга

По этой дороге проходят 3 пары поездов дальнего следования:
- 037Р/038Р Санкт-Петербург — Рига (имеет остановку на станции Луга I)
- 391Р/392Р Санкт-Петербург — Вильнюс (имеет остановку на станции Луга I)

От Санкт-Петербурга до Луги пригородное сообщение представлено электропоездами (часть из них не имеет остановки на Разъезде Антонины Петровой), среди которых 2 пары электропоездов повышенной комфортности (имеют остановку только на станциях Мшинская, Сиверская и Гатчина Балтийская).
От Луги до Пскова ежедневно ходят две пары пригородных поездов сообщением Луга — Псков, а также дизель-электропоезд «Плесковъ» сообщением Санкт-Петербург — Псков (остановки в пути следования: Луга, Плюсса, Струги Красные, Новоселье). С 28 июля 2011 года поезд «Плесковъ» будет курсировать 6 дней в неделю, до этого — пять.

#### Луга — Великий Новгород
В Лужском районе на данной линии расположены станция Луга I, Луга II, остановочные пункты 9 км, 14 км, Смычково. Линия является однопутной и неэлектрифицированной.
По данной линии проходит 1 пара пригородных поездов сообщением Луга — Великий Новгород три раза в неделю (среда, суббота, воскресенье).

#### Санкт-Петербург — Оредеж — Дно
В Лужском районе на данной линии расположены станции Чолово, Торковичи, Оредеж, остановочный пункт 133 км. Линия является однопутной. К северу от Оредежа она является электрифицированной, к югу — неэлектрифицированной.
От Санкт-Петербурга до Оредежа пригородное сообщение представлено электропоездами.
От Оредежа до Дно ежедневно ходят 2 пары пригородных поездов.
Также по данной линии проходят несколько пар поездов дальнего следования, не имеющих остановок на территории Лужского района.

### Автомобильные дороги
По территории района проходят следующие основные автодороги:
- Р23 «Псков» (E 95, Санкт-Петербург — граница с Беларусью)
- 41А-186 (Толмачёво — автодорога Нарва)
- 41К-020 (Сижно — Осьмино)
- 41К-027 (Старополье — Осьмино)
- 41К-141 (Новгород — Луга)
- 41К-142 (Луга — Медведь)
- 41К-143 (Бор — Югостицы)
- 41К-144 (Киевское шоссе — Невежицы)
- 41К-145 (Ретюнь — Сара-Лог)
- 41К-146 (пос. Городок — Серебрянский)
- 41К-249 (Жельцы — Торковичи)
- 41К-250 (Большая Ящера — Кузнецово)
- 41К-251 (подъезд к ж. д. платформе Низовская)
- 41К-252 (Киевское шоссе — Бутковичи)
- 41К-253 (Заполье — Щепы)
- 41К-254 (Городец — Конезерье)
- 41К-656 (Вычелобок — Онежицы)
- 41К-659 (подъезд к дер. Курско и Пищи)
- 41К-662 (Оредеж — Чолово)
- 41К-667 (подъезд к совхозу им. Дзержинского)
- 41К-668 (Ретюнь — Поддубье)
- 41К-669 (Осьмино — Хилок)
- 41К-674 (Раковно — Вычелобок)
- 41К-675 (Луга — Санаторий «Жемчужина»)
- 41К-678 (Красный Маяк — выход на автодорогу «Псков»)
- 41К-681 (Киевское шоссе — Крени)
- 41К-684 (Киевское шоссе — Череменец)
- 41К-685 (Конезерье — Святьё)
- 41К-691 (Шильцево — Лопанец)
- 41К-695 (Турово — Нелаи)
- 41К-697 (Долговка — Пёлково)
- 41К-698 (Высокая Грива — Именицы)
- 41К-699 (Красные Горы — Заозерье)
- 41К-703 (Пехенец — Малая Ящера)
- 41К-707 (Ивановское — Городец)
- 41К-710 (Киевское шоссе — Болото)

### Автобусный транспорт

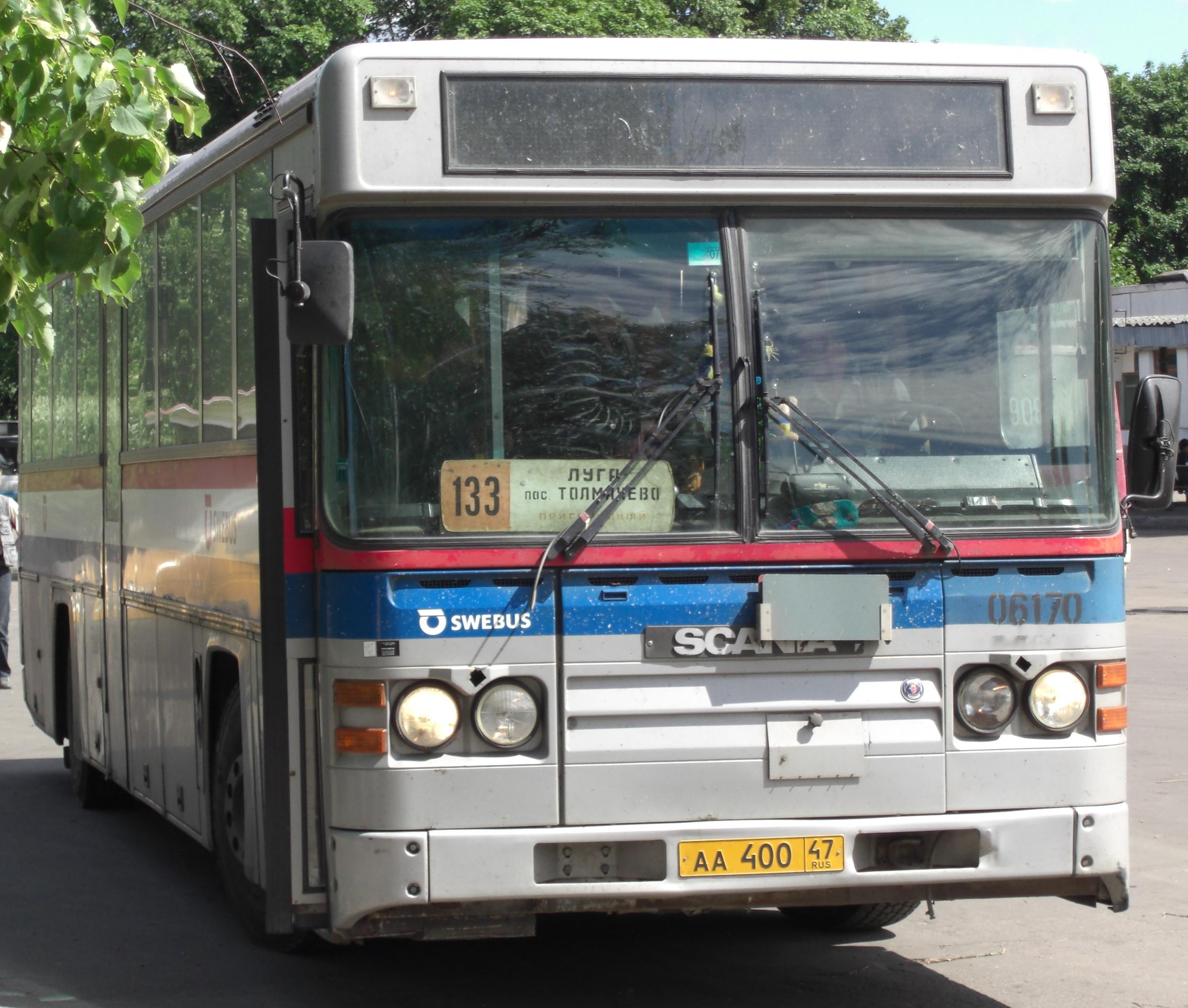
Автобус Scania-112 Лужского МУ ПАП в Луге

Регулярное автобусное сообщение в Лужском районе представлено пригородными и междугородными маршрутами, а также городскими маршрутами Луги.
Пассажирские автобусные перевозки по городским и пригородным маршрутам Лужского района осуществляют шесть частных перевозчиков.

## Образование
В Лужском районе функционируют:
- Лужский институт (филиал) Ленинградского государственного университета[54] (образован из Лужского государственного крестьянского университета им. Кирилла и Мефодия[55]).
- 21 муниципальный детский сад
- 22 муниципальные общеобразовательные школы
- Вечерняя (сменная) школа
- Коррекционная школа
- Санаторная школа-интернат
- 3 начальные школы
- Основная школа
- Детский дом
- 3 учреждения дополнительного образования
- Профессиональное училище № 47
- 4 представительства ВУЗов Санкт-Петербурга

## Достопримечательности

### Музеи и выставочные залы
- Историко-краеведческий музей в Луге
- Музей совхоза «Скреблово» в Скреблово

### Исторические усадьбы и парки
Территория современного Лужского района в дореволюционное время было популярным местом среди дворянства и обеспеченного населения, выбиравшим его для обустройства загородных усадеб, дач и поместий. Это происходило, с одной стороны, из-за хорошей транспортной доступности данных мест, с другой — благодаря относительно мягкому климату и живописной природе. Ниже приведён список примечательных усадеб:

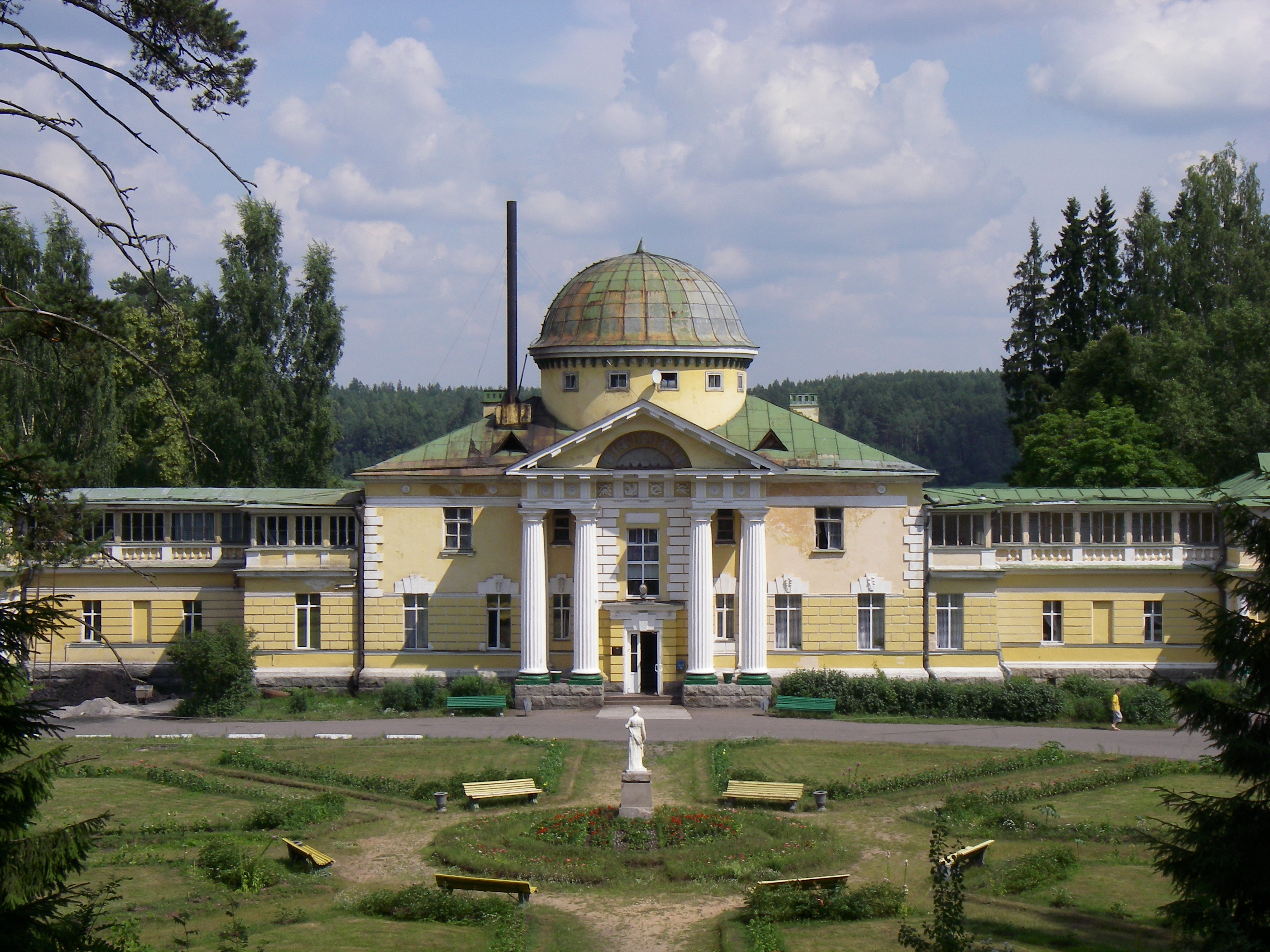
Главное здание усадьбы «Боровое»

- Усадьба Баралевских, Назимовых в Бусанах
- Усадьба фон Бильдерлингов «Заполье» в Володарском
- Усадьба Голубково в Голубково
- Усадьба Г. А. Львова в Доме отдыха «Боровое»
- Усадьба сенатора А. А. Половцова «Рапти» в пос. им. Дзержинского
- Усадебный парк в Домкино
- Усадьба «Ильжо» в Ильжо
- Усадебный парк в Калищах
- Парк бывшей усадьбы Мусоргских в Каменке
- Усадебный парк в Келло
- Остатки усадьбы Лыщинского в Красном Маяке
- Усадьба Щербатских «Лютка» в Лютке
- Усадьба в Мерёво
- Усадьба «Муравейно» в Муравейно
- Усадьба великого князя Михаила Павловича в Наволоке
- Усадьба «Надбелье» в Надбелье
- Усадьба в Нелаи
- «Усадьба Затуленье» в Затуленье
- Усадьба Лазаревичей в Почапе
- Усадьба Романщина в Романщине
- Усадьба «Репьи» в Репьях
- Усадьба «Нежгостицы» в Санатории «Красный Вал»
- Усадьба «Скреблово» в Скреблово
- Усадьба «Солнцев Берег» в Солнцевом Берегу
- Остатки усадьбы М. Н. Муравьёва в Сырце
- Усадьба «Югостицы» в Югостицах

### Церкви, монастыри, часовни
- Костёл святого Николая в Луге
- Собор во имя Воскресения Христова в Луге
- Собор во имя святой великомученицы Екатерины в Луге
- Собор во имя Казанской иконы Божией Матери в Луге
- Часовня во имя святой живоначальной Троицы в Бетково
- Руины церкви святого Николая Чудотворца в Луге (Врёвское кладбище)
- Церковь во имя Воскресения Христова в Голубково
- Церковь во имя Успения Пресвятой Богородицы в Городце
- Часовня святого преподобномученика Трифона Городецкого в Городце
- Церковь святого Климента в Заполье
- Часовня святых Флора и Лавра в Захонье
- Церковь Покрова Пресвятой Богородицы в деревне Вычелобок
- Церковь Успения Пресвятой Богородицы в деревне Смёшино
- Часовня во имя святителя Николая Чудотворца в Задейшино
- Руины церкви святого Иоанна Предтечи в Задейшино
- Церковь Рождества Иоанна Предтечи в Каменных Полянах
- Покровская церковь в Каменке
- Часовня в честь святого апостола Андрея в Келло
- Церковь во имя святых мучеников Флора и Лавра в Клюкошицах
- Часовня святого пророка Ильи в Клюкошицах
- Часовня во имя Покрова Божией Матери во Мшинской
- Часовня в Наволоке
- Часовня в честь святого чудотворца Николая в Оредеже
- Церковь во имя святого мученика Георгия Победоносца в Осьмино
- Часовня в Петровской Горке
- Часовня в Псоеде
- Церковь во имя Тихвинской иконы Божией Матери в Романщине
- Церковь во имя святого Николая Чудотворца в Рели
- Часовня святого Александра Невского в Репьях
- Церковь во имя Воскресения Христова в Самро
- Часовня во имя святых Мучеников Флора и Лавра в Сорочкино
- Церковь Спаса Нерукотворного образа в Сяберо
- Спасо-Преображенская церковь в Толмачёво
- Церковь во имя Воскресения Христова в Торошковичах
- Иоанно-Богословский Череменецкий мужской монастырь в Череменце
- Часовня во имя Рождества Иоанна в Юбрах
- Церковь во имя Покрова Пресвятой Богородицы в Югостицах
- Часовня в честь Тихвинской Иконы Божией Матери в Шиме
- Церковь святого Иоанна Предтечи в Щупоголово
- Церковь Сергия Радонежского в Большой Ящере

### Памятники и исторические захоронения
- Мемориальный комплекс ополченцам и защитникам Лужского рубежа в Луге
- Памятник «Партизанская слава» в Луге
- Узкоколейный паровоз-памятник в Луге
- Городище IX—XII веков Городец под Лугой в Городце
- Одна из самых северных насыпей культуры псковских длинных курганов в могильнике Рапти-Наволок II у Череменецкого озера
- Городок Тёсов XIII века в Заполье
- Воинский мемориал 1918—1920 и 1941—1945 годов в Красных Горах
- Древнее городище славян в Надбелье
- Могила Маркиза Де Траверсе в Романщине
- Братское захоронение (пос. Красный Маяк)

### Достопримечательности природы
- Борщовские пещеры в Борщово
- Корповские пещеры на реке Обле
- Святой источник святой великомученицы Параскевы Пятницы в Сяберо
- Печорский святой источник в Турово

## Известные люди
- Александров, Фёдор Михеевич (1913, деревня Шима — 1986) — Герой Советского Союза (1945)
- Андреев, Павел Захарович (1874, село Осьмино — 1950) — оперный певец, народный артист СССР (1939)

Почётные граждане Лужского района
Александров, Василий Алексеевич (род. 1922) — Герой Социалистического Труда
Гребнев, Валентин Михайлович — Герой Социалистического Труда
Семёнов, Александр Иванович (род. 1922) — Герой Советского Союза